# 夏見廃寺跡

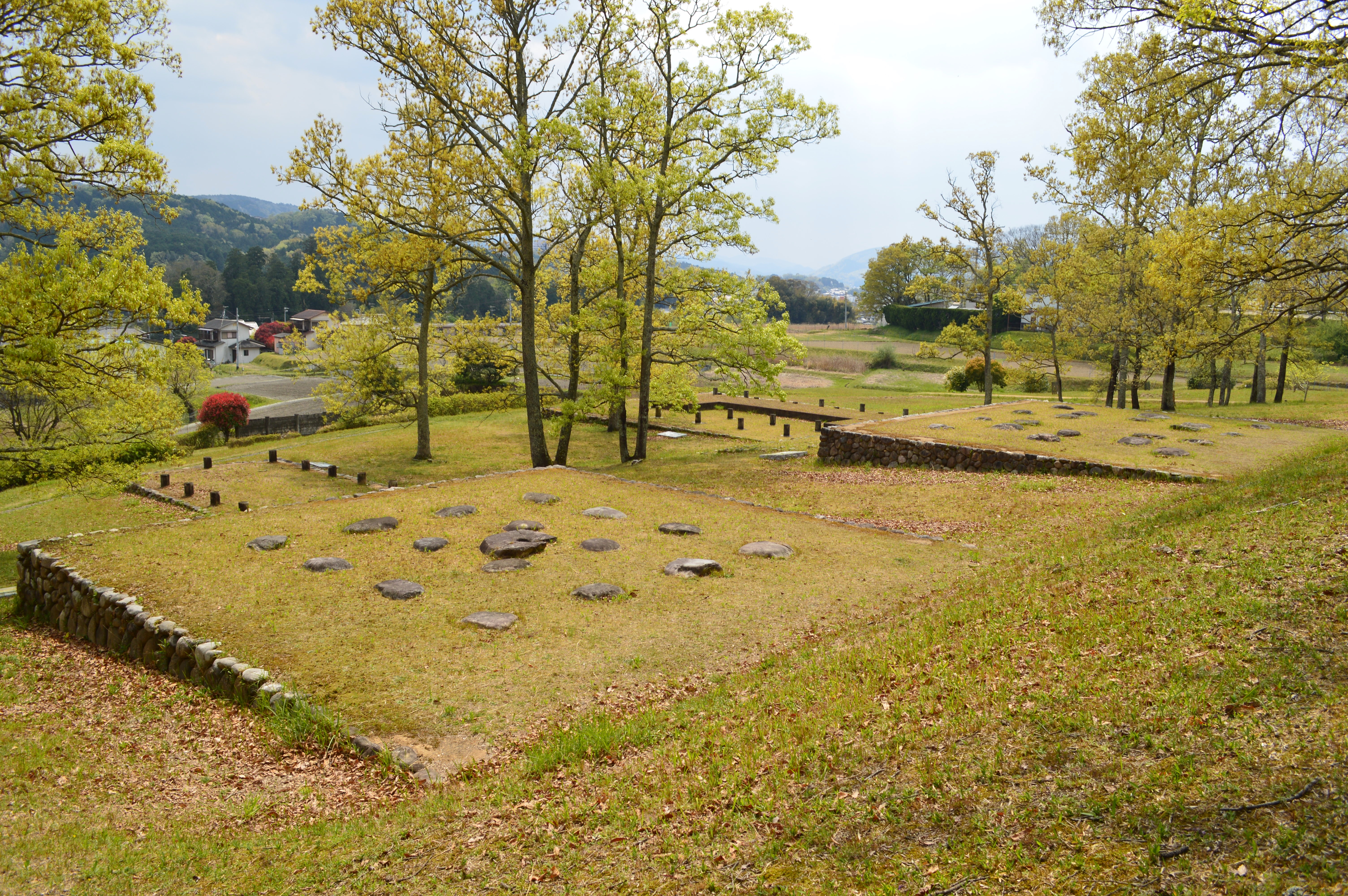
夏見廃寺跡 伽藍概観左に塔跡、右奥に金堂跡、左奥に掘立柱建物跡（推定僧房跡）、最奥に講堂跡。

夏見廃寺跡（なつみはいじあと）は、三重県名張市夏見にある古代寺院跡。元々の寺名は「昌福寺」と推定される。国の史跡に指定されている。

## 概要
伊賀地方南部、名張川右岸の丘陵（男山）南斜面に位置する。1946-1947年（昭和21-22年）、1984-1986年度（昭和59-61年度）に発掘調査が実施されている。
主要伽藍として金堂・塔・講堂・掘立柱建物の遺構が検出されており、斜面上段において金堂を中央、三重塔を東に配し、斜面下段において講堂を西、掘立柱建物（僧房か）を東に配する変則的な伽藍配置である。発掘調査によれば、金堂は白鳳期の7世紀末葉頃、塔・講堂は奈良時代の8世紀前半頃に建立され、平安時代の10世紀末葉頃に焼失したと推定される。『醍醐寺本薬師寺縁起』の記述から、当時の寺院名は「昌福寺」であったと推定される。特に金堂の特異な建築様式、各種の塼仏の出土の点で注目され、中央との結びつきを物語るとして重要視される遺跡になる。
寺域は1990年（平成2年）に国の史跡に指定され、出土塼仏･塑像は2003年（平成15年）に三重県指定有形文化財に指定された。現在は名張中央公園内に位置し、史跡整備のうえでで公開されている。

## 歴史

### 古代

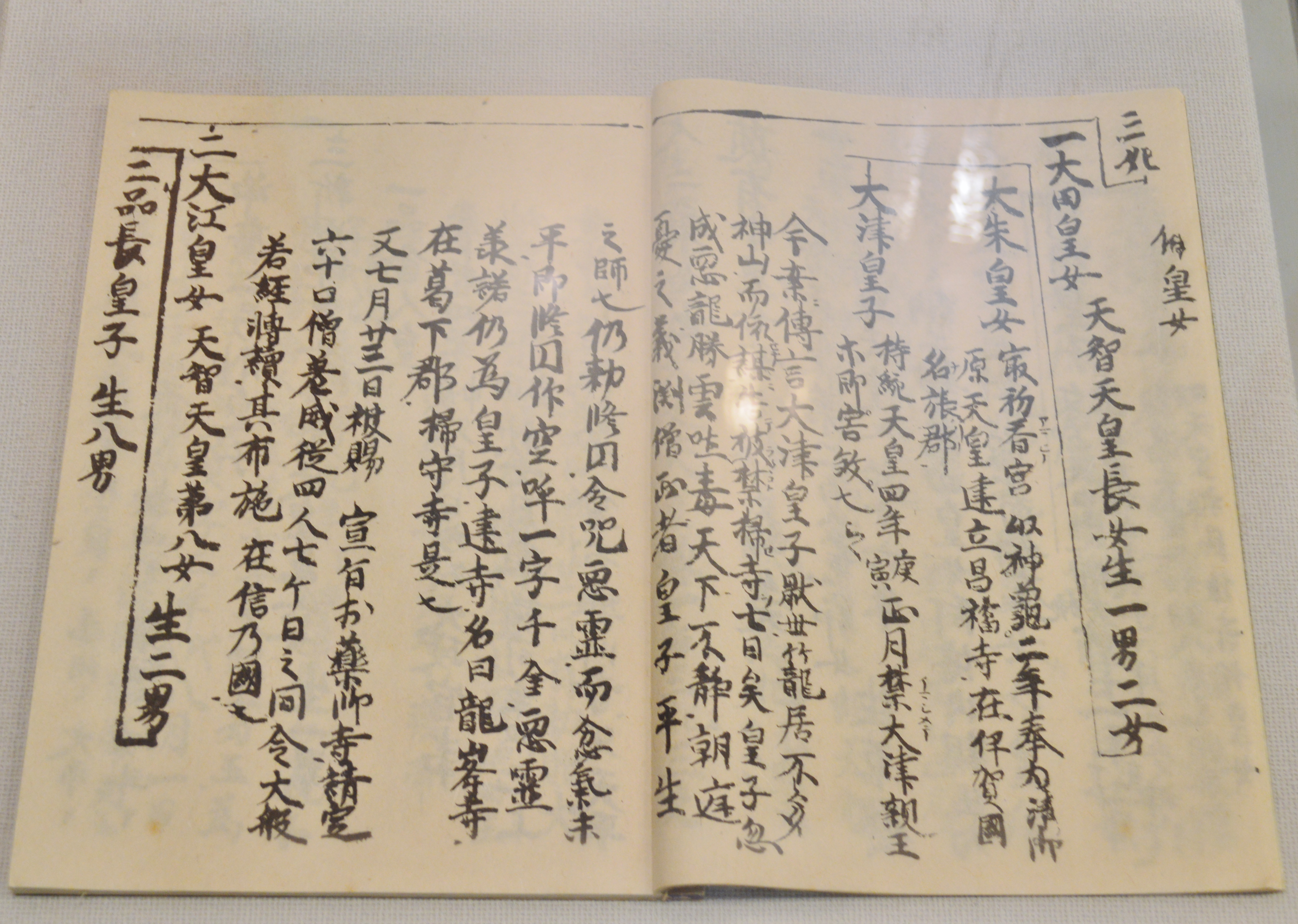
醍醐寺本薬師寺縁起（複製）夏見廃寺展示館展示。

夏見廃寺の創建に関しては、『醍醐寺本薬師寺縁起』（平安時代後期）の「大来皇女、最初斎宮、以神亀二年奉為浄御原天皇建立昌福寺、字夏身、本在伊賀国名張郡」という記載が知られる。この「昌福寺」が夏見廃寺跡にあたる可能性が高いとされ、天武天皇皇女の大来皇女（初代斎王）による発願によって神亀2年（725年）に完成したとされる。名張は畿内の東限とされる重要地であり、大来皇女が飛鳥浄御原宮から東海道を通って斎宮に向かう際には名張川で禊をおこなったという。ただし朱鳥元年（686年）の大津皇子自刃後の大来皇女は財力・権威を失ったとして、建立の中心人物は元明天皇であって大来皇女・大津皇子を弔うために発願をし、遺志を継いだ元正天皇の時に完成したとする異説も挙げられている。
発掘調査によれば、金堂は7世紀末葉頃（塼仏の1つに甲午年（持統天皇8年（694年））銘）、塔・講堂は8世紀前半頃に建立され、10世紀末葉頃に焼失したと推定される。

### 近代以降
近代以降については次の通り。
- 1937年（昭和12年）、瓦・礎石の確認。古代寺院跡と推定[4]。
- 1946-1947年（昭和21-22年）、発掘調査（京都大学考古学教室）[3][4]。
- 1984-1986年度（昭和59-61年度）、史跡整備に伴う発掘調査（名張市教育委員会）。
- 1990年（平成2年）3月8日、国の史跡に指定[5]。
- 2003年（平成15年）3月17日、出土塼仏･塑像が三重県指定有形文化財に指定[2]。

## 遺構

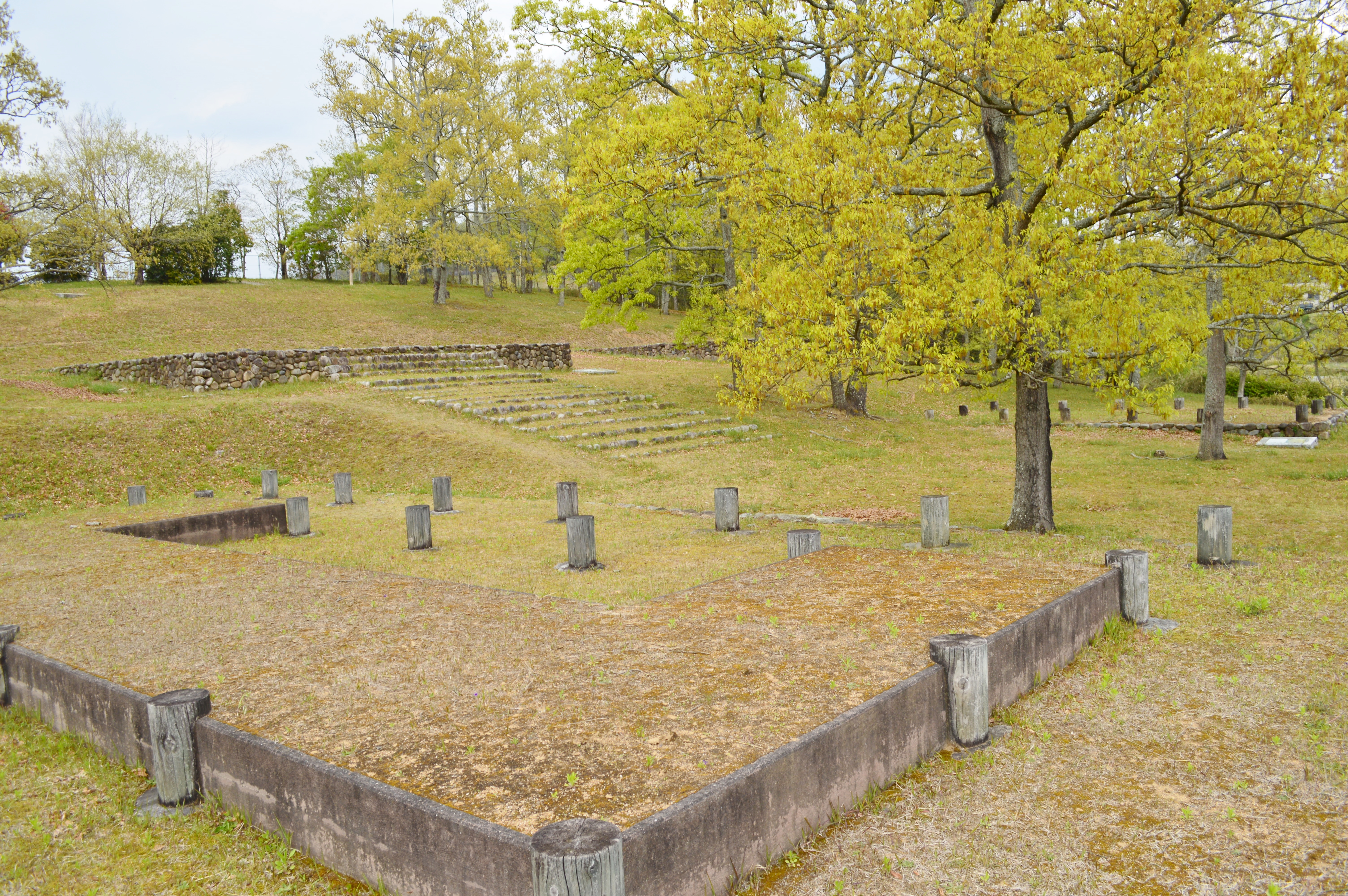
伽藍概観手前に講堂、右奥に掘立柱建物跡（推定僧房跡）、左奥に金堂跡、最奥に塔跡。

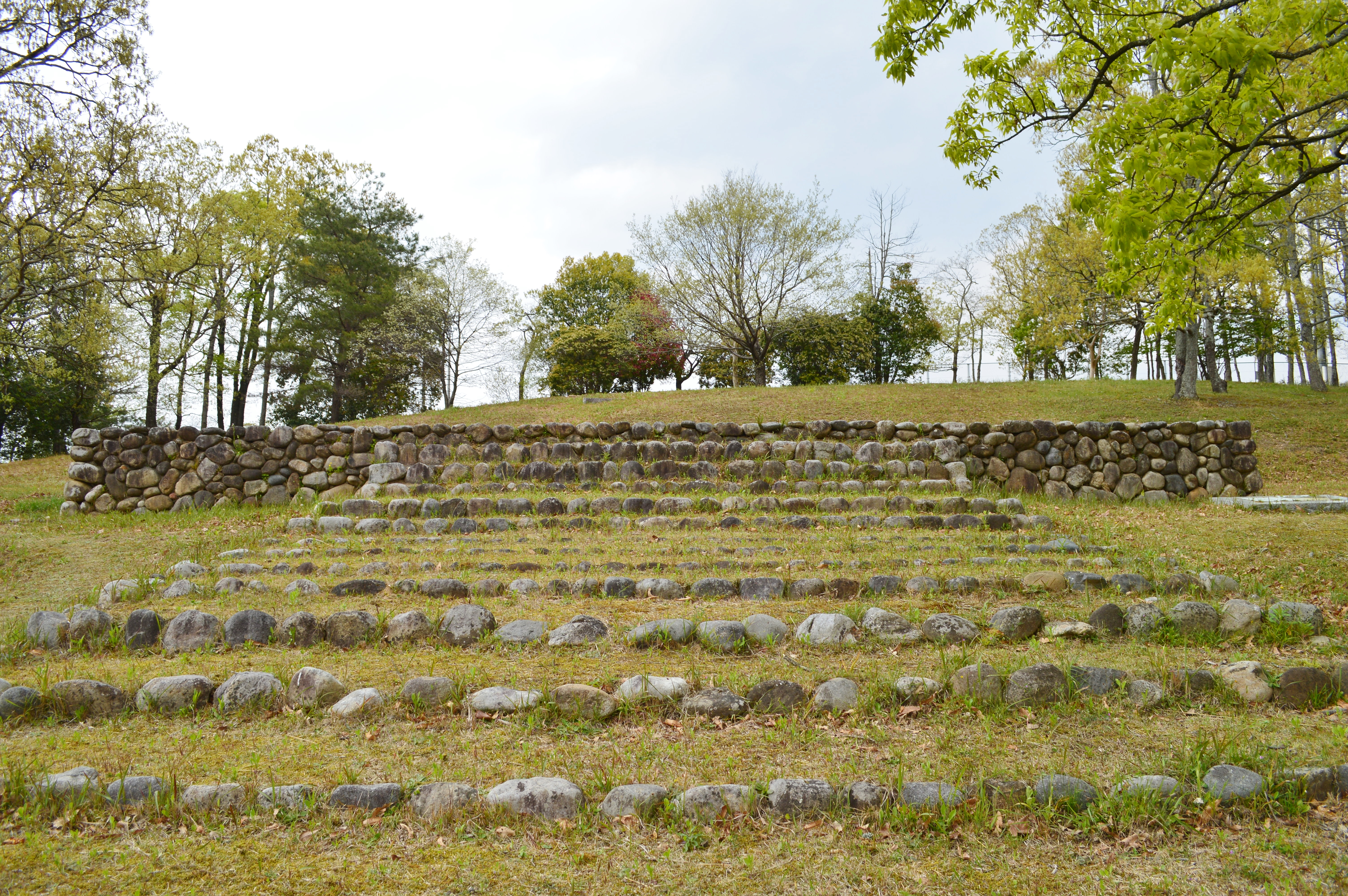
金堂跡

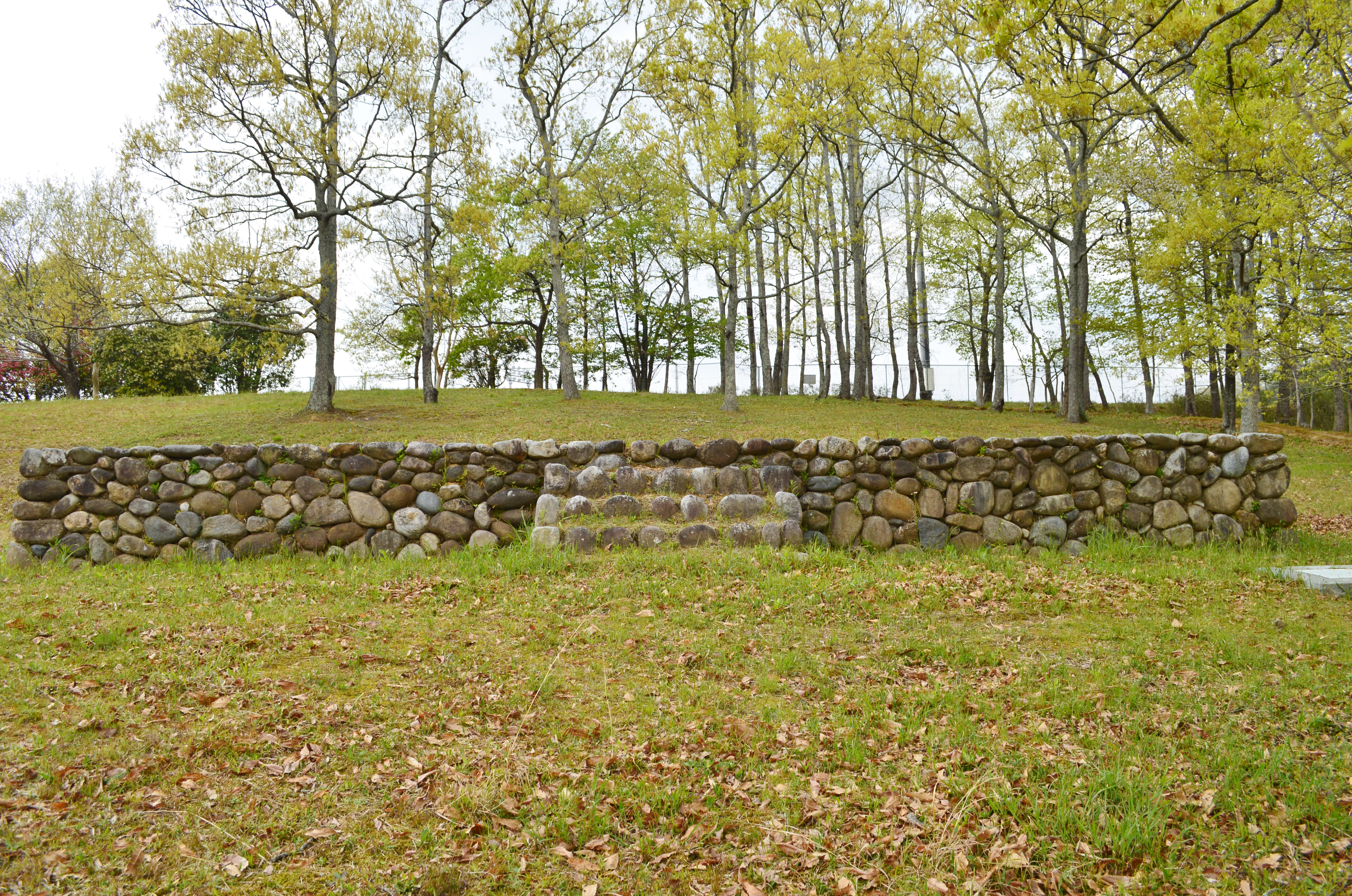
塔跡

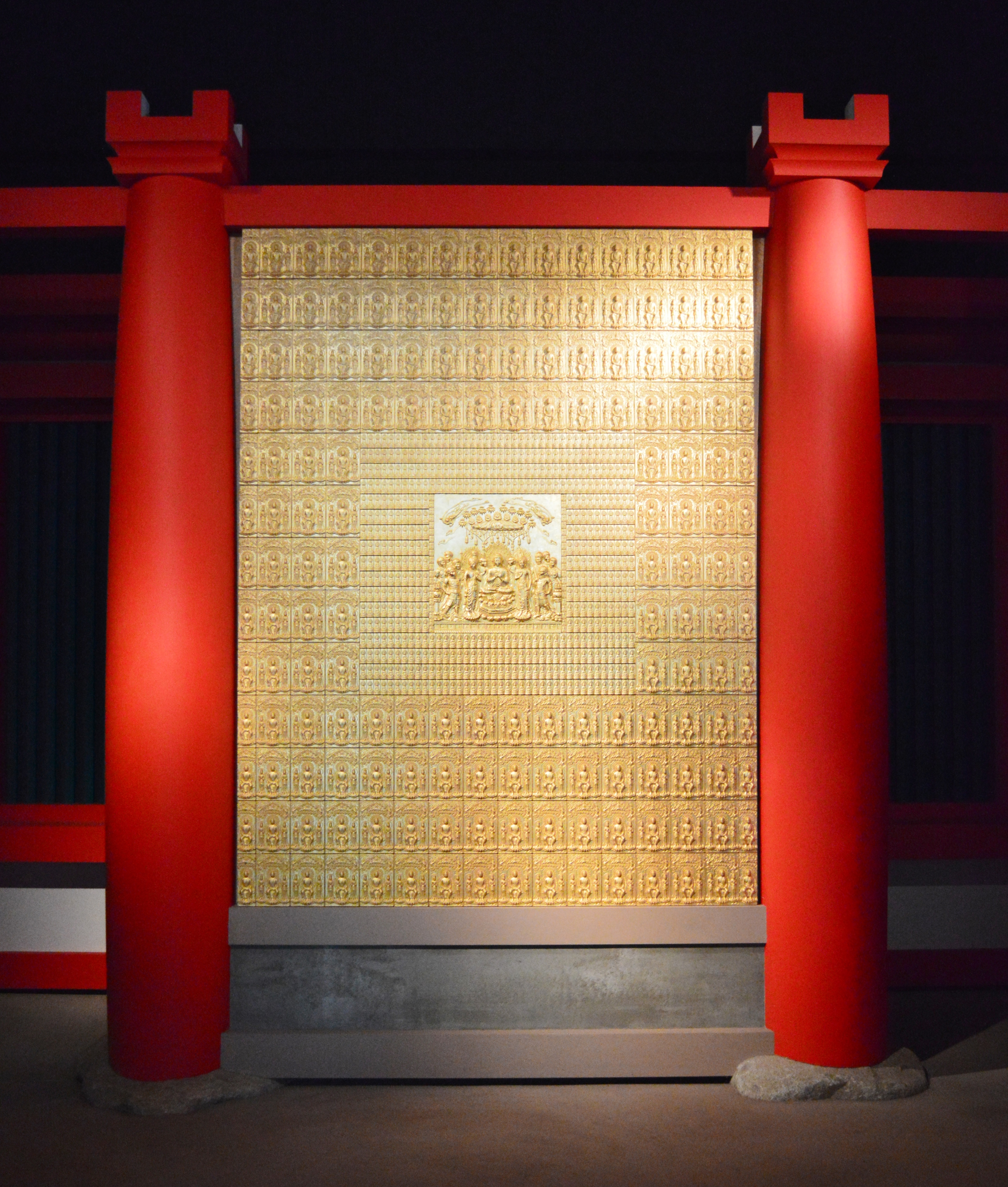
金堂塼仏壁（復元）夏見廃寺展示館展示。

寺域は東西約84メートル・南北約75メートル。丘陵斜面に位置し、南側は掘立柱塀、東・北・西側は築地塀をもって区画する。地形の制約上、寺域の北寄り（上段）において金堂を中央、塔を東に配し、南寄り（下段）において講堂を西、掘立柱建物を東に配する変則的な伽藍配置である。遺構の詳細は次の通り。
金堂
本尊を祀る建物。基壇化粧は川原石による乱石積。基壇上建物は身舎・庇とも桁行三間・梁間二間の特異な建築様式になる。古い金堂の建築様式とされ、類例として山田寺跡（奈良県桜井市）金堂・穴太廃寺跡（滋賀県大津市）再建金堂が知られる。また金堂正面の斜面には川原石積の階段が形成される。現在は礎石として側柱列10個・入側柱列10個の計20個が遺存する。付近からは各種の塼仏が出土している（後述）。
塔
釈迦の遺骨（舎利）を納めた塔。基壇は一辺11.25メートル・正面高さ1.3メートル。基壇化粧は川原石による乱石積。基壇上建物は高さ21メートル前後の三重塔と見られ、等間隔の三間四方で一辺約5.3メートル。基壇中央に心礎、心礎周囲に側柱の礎石が遺存する。心礎上面には円形の舎利孔が穿たれる。
講堂
経典の講義・教説などを行う建物。金堂・塔の一段下、金堂の南西に位置する。基壇化粧は川原石による乱石積。基壇上建物は南北を棟方向とする桁行七間・梁間四間の大型建物で、南北20.4メートル・東西11.4メートルを測る。内陣には「コ」字形の須弥壇が検出されている。
掘立柱建物
金堂・塔の一段下、講堂の正面に位置する。周囲には基壇状に川原石が積み上げられる。建物は南北を棟方向とする桁行五間・梁間二間である。僧房と推定する説がある。
丘陵斜面に位置することから、各基壇は斜面上部を削り斜面低部に積み上げることで整地される。また寺域を囲む塀のうち東・北・西側の築地塀は、基底部幅1.8メートルを測り、本来の高さは3メートル前後であったと見られる。東・西側では両側に素掘りの側溝が、北側では山側のみに側溝が設けられる。瓦の出土が少ないことから、築地塀の上部は板葺と推定される。
寺域からの出土品としては、多量の瓦のほか塼仏・塑像などがある。軒先瓦の様相によれば、金堂と塔・講堂には時期差が認められており、金堂は7世紀末葉頃、塔・講堂は8世紀前半頃の建立と推定される。塼仏は、型に粘土を押し当てて作成したレリーフ状の仏像で、大型塼仏・方形三尊塼仏・小形独尊塼仏・連座塼仏の6種類がある。金堂の建物周囲から主に出土したことから、金堂の壁面装飾品とされる。一部の表面には金箔が遺存するほか、「甲午年」銘を持ち持統天皇8年（694年）の製作と推定されるものがある。また新田部親王（大来皇女異母弟）の邸宅跡（現在の唐招提寺）において、夏見廃寺と同型の塼仏が出土した点で注目される。塑像は、講堂の須弥壇床面から破砕した状態で出土している。全体像は明らかでないが、螺髪・足の指・天衣（推定）が部分的に認められ、一部には赤色顔料が遺存する。出土した塼仏･塑像516点は、飛鳥時代-奈良時代初頭の仏教文化を研究するうえで貴重な資料とされ、三重県指定有形文化財に指定されている。
主要伽藍には火災痕が認められており、出土土器によれば10世紀末葉頃に焼失したと推定される。

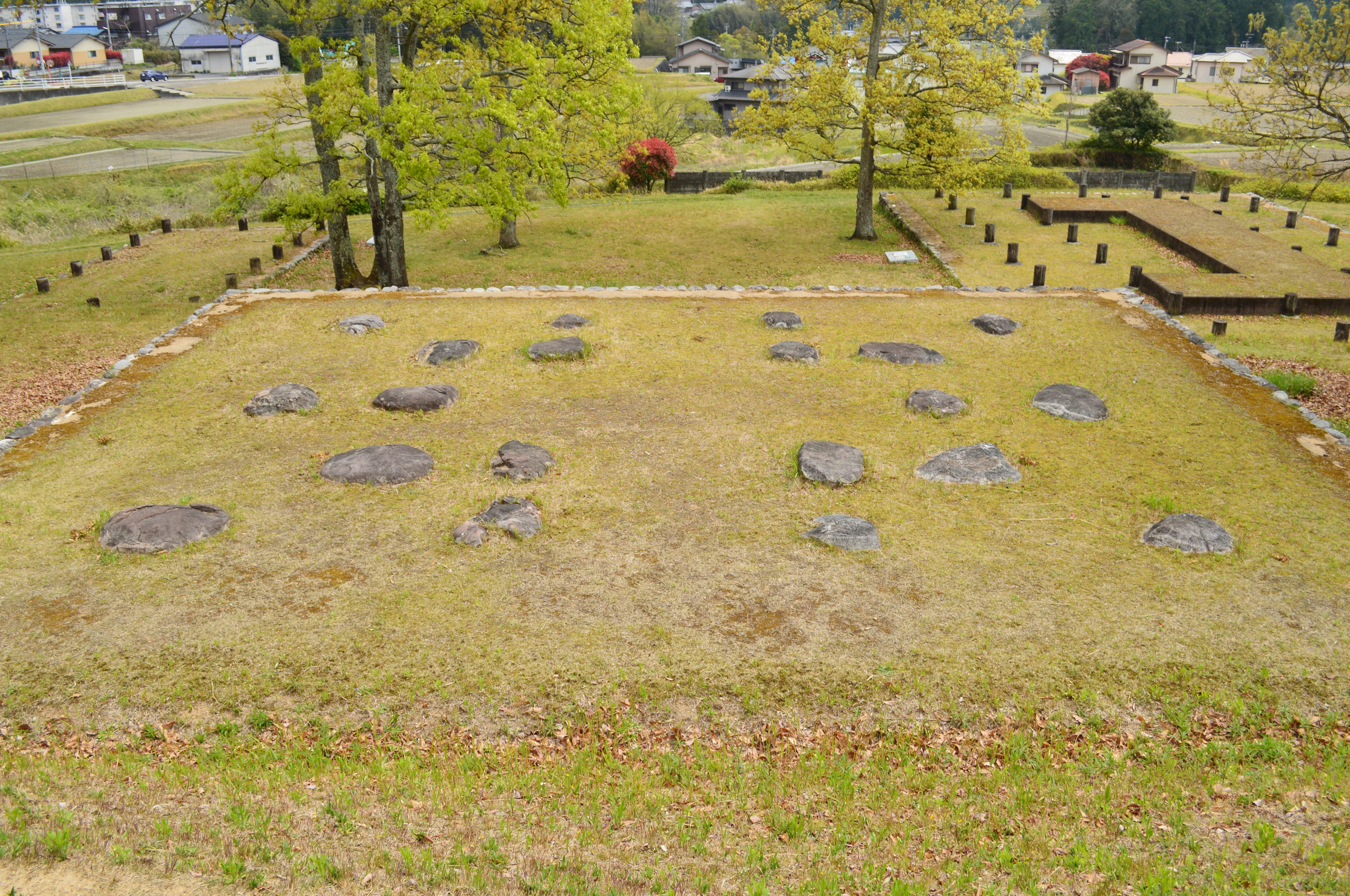
金堂礎石
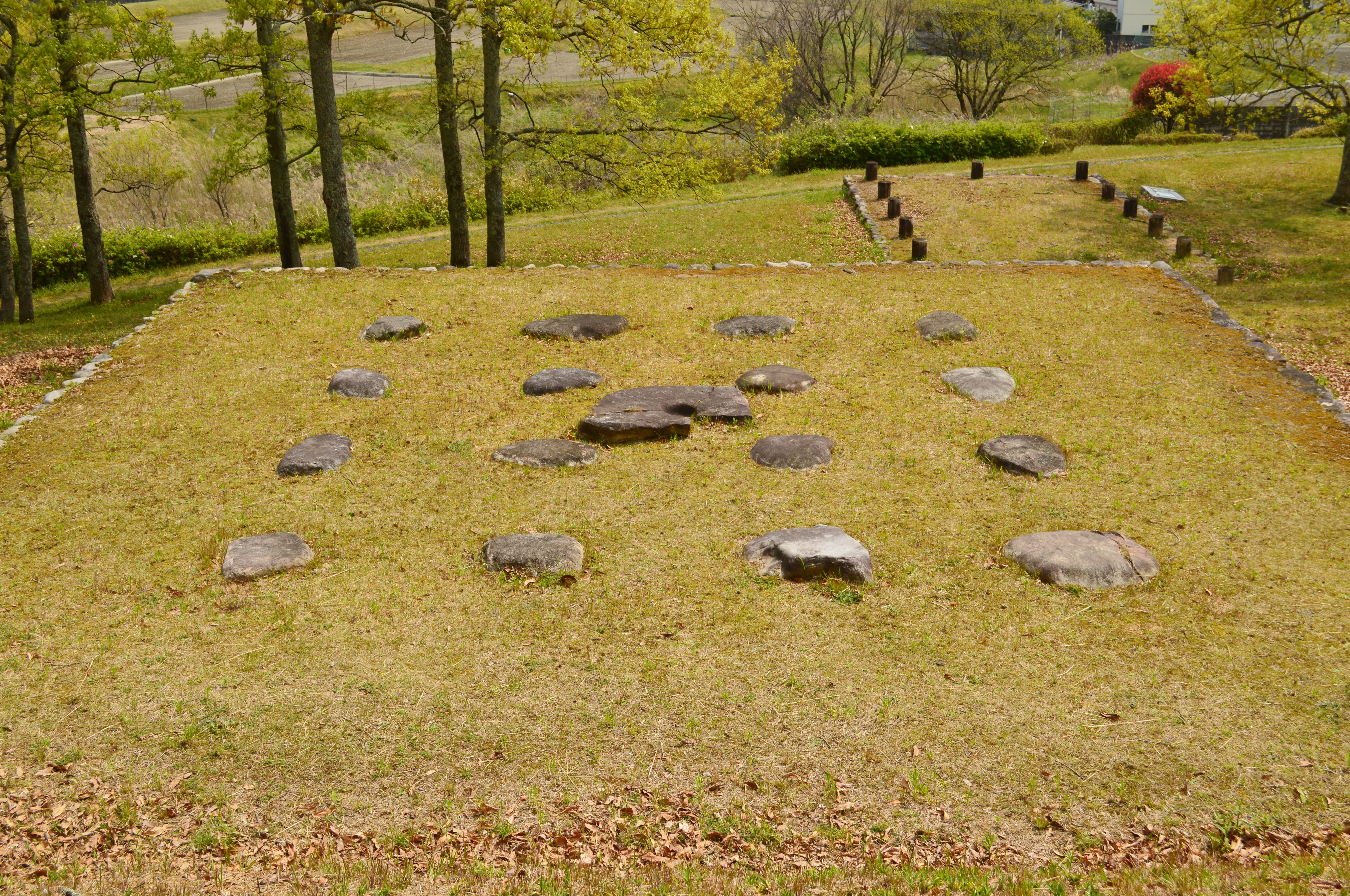
塔礎石
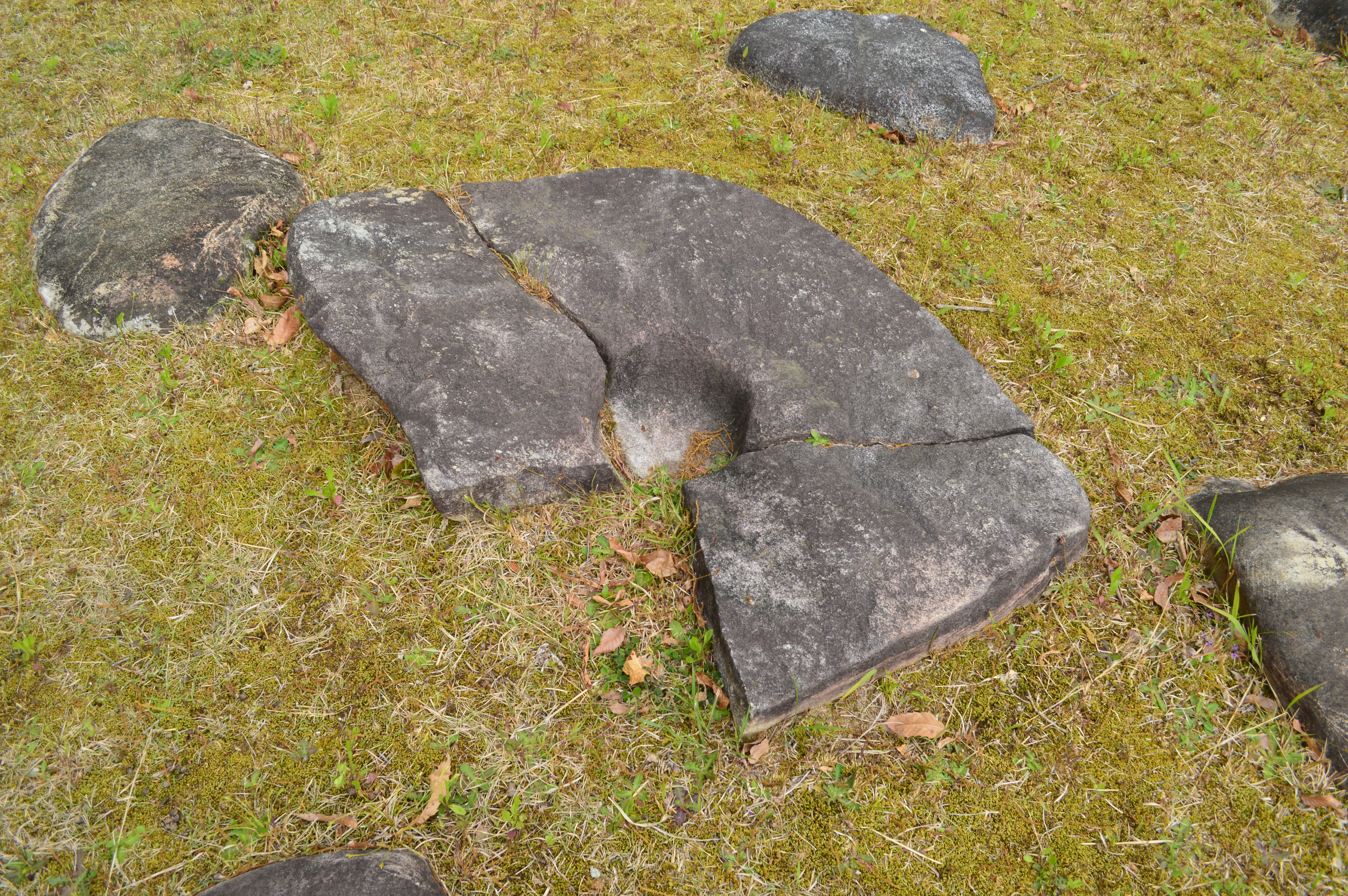
塔心礎
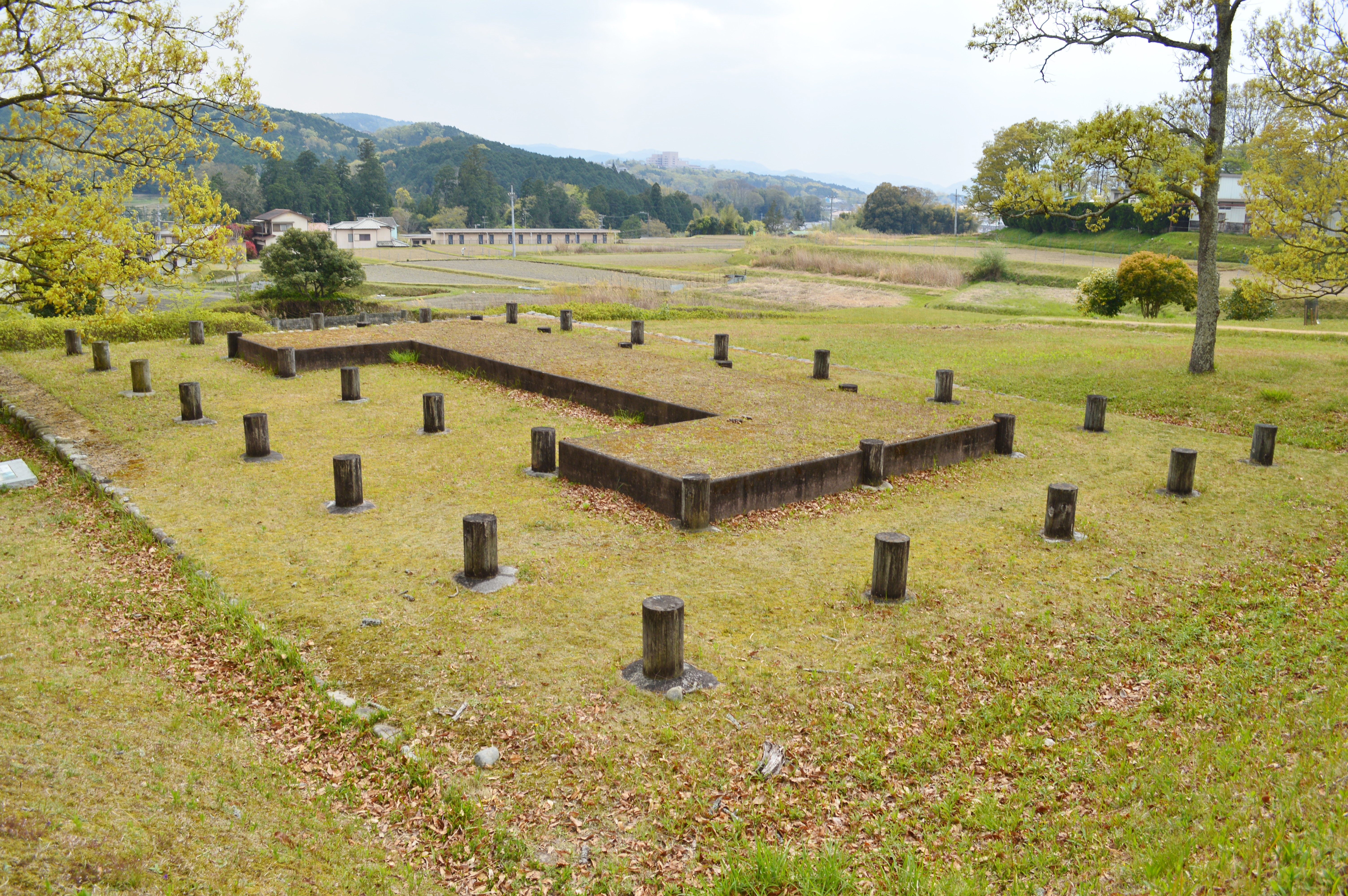
講堂跡 中央に須弥壇。
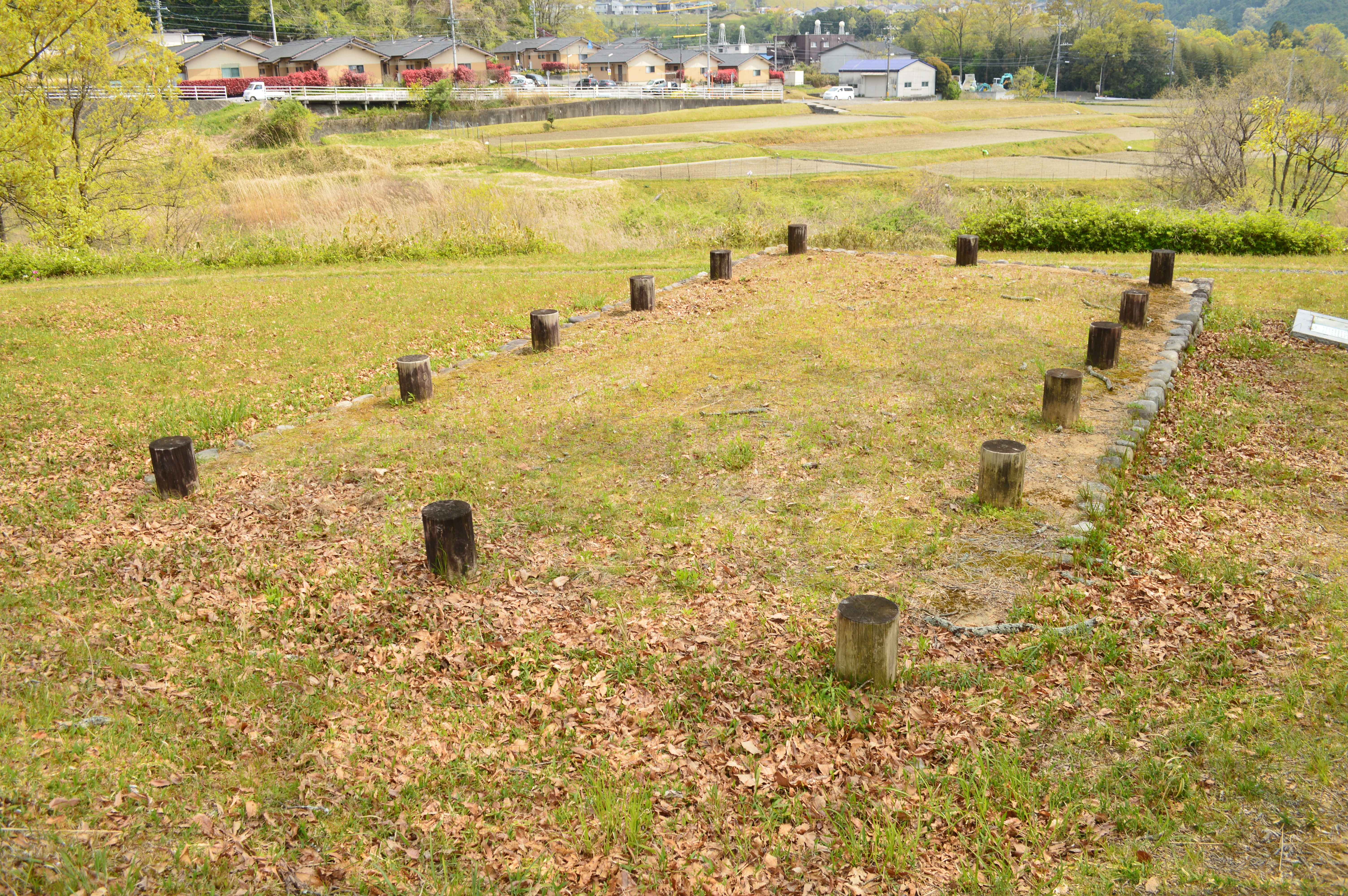
掘立柱建物跡（推定僧房跡）
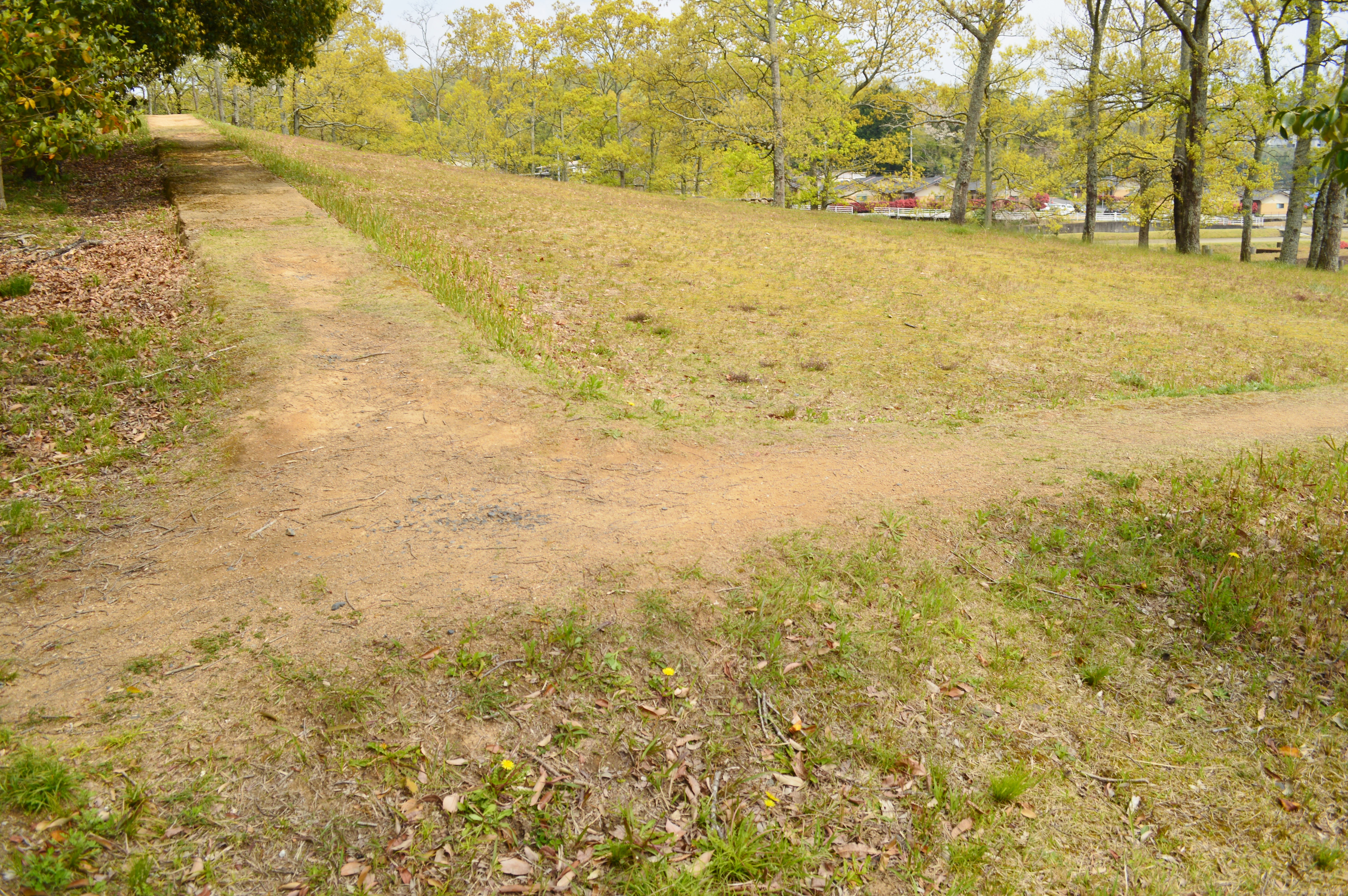
築地塀跡
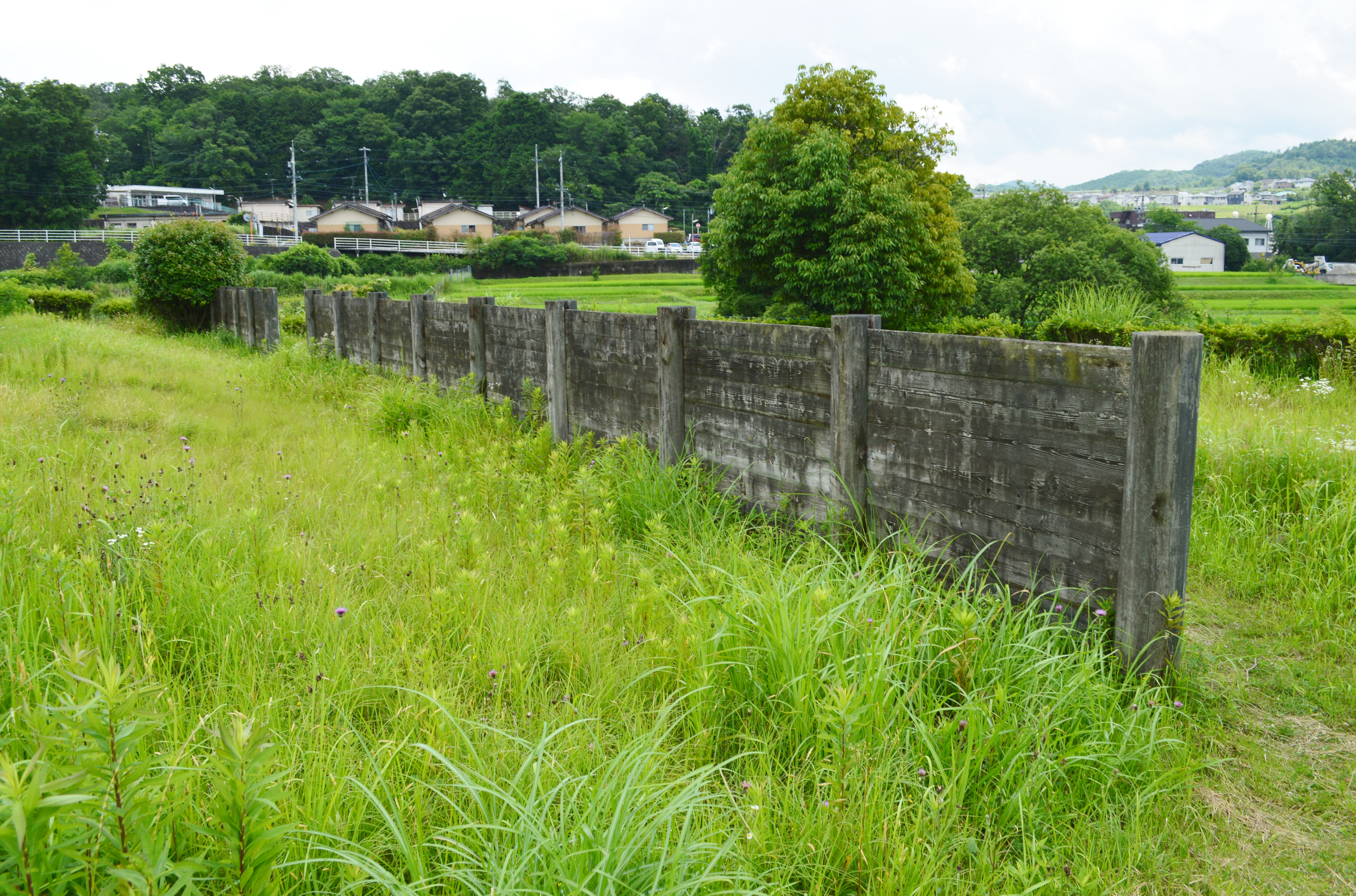
掘立柱塀（復元）
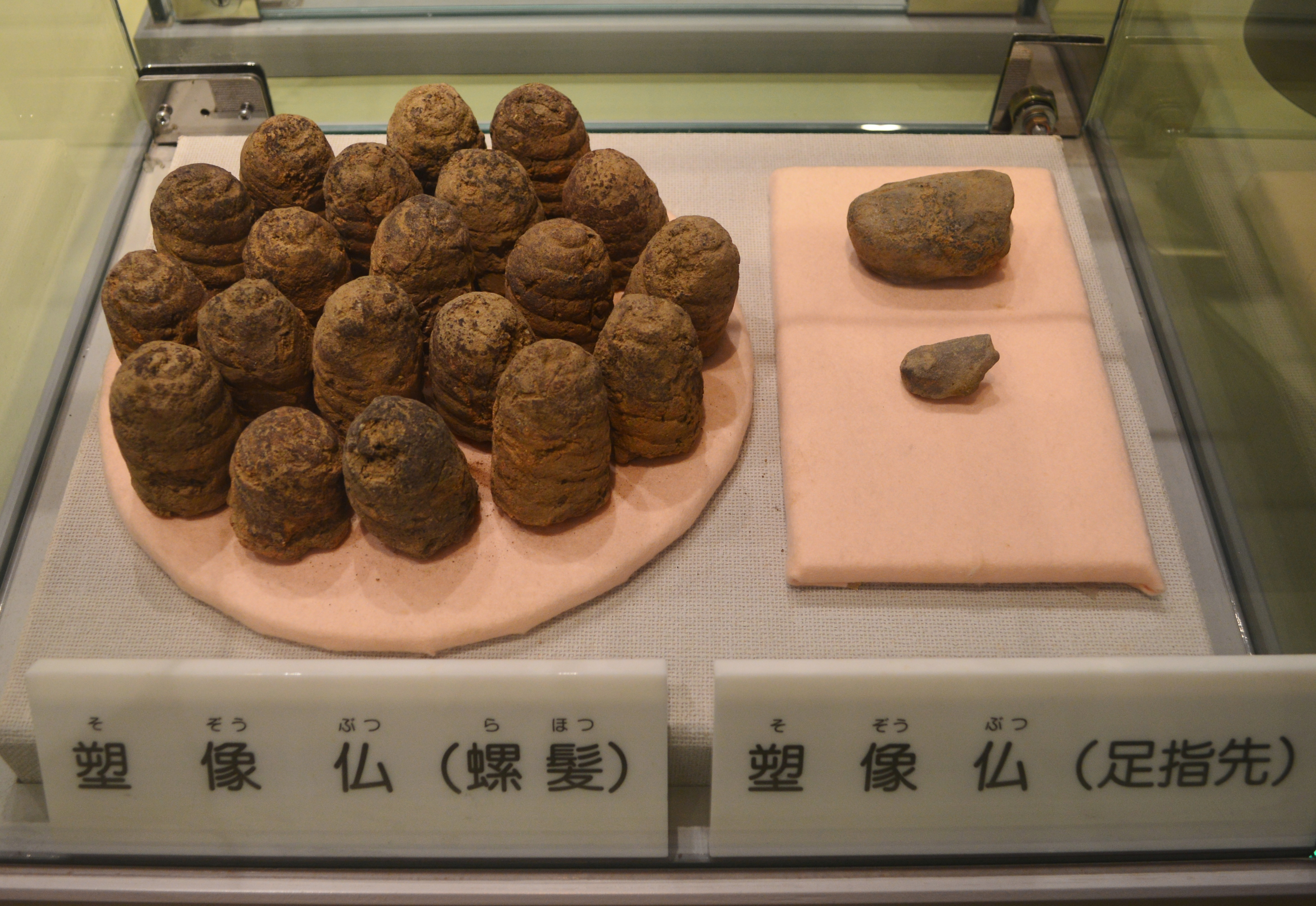
塑像仏（螺髪・足指先） 夏見廃寺展示館展示（他画像も同様）。
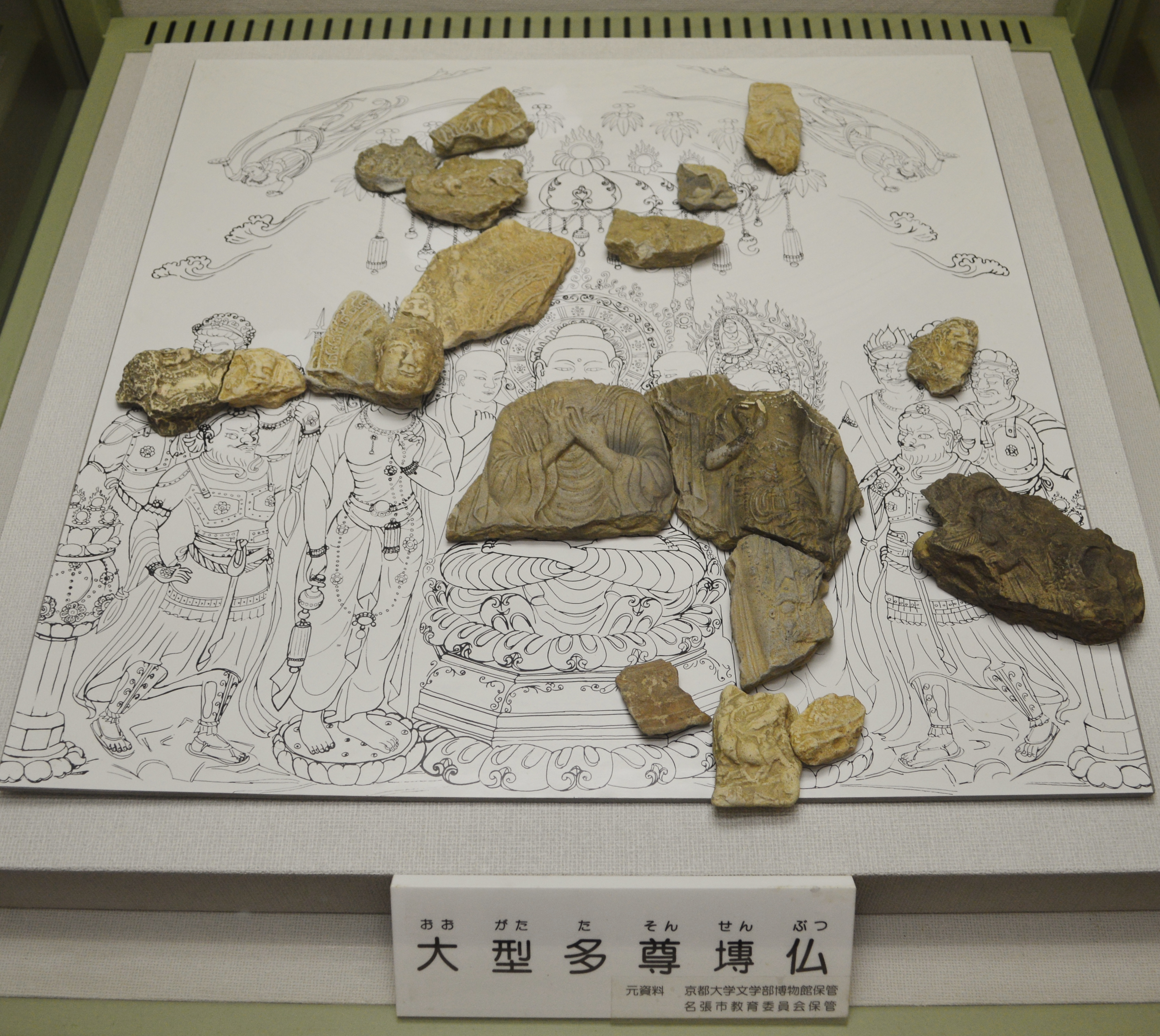
大型多尊塼仏
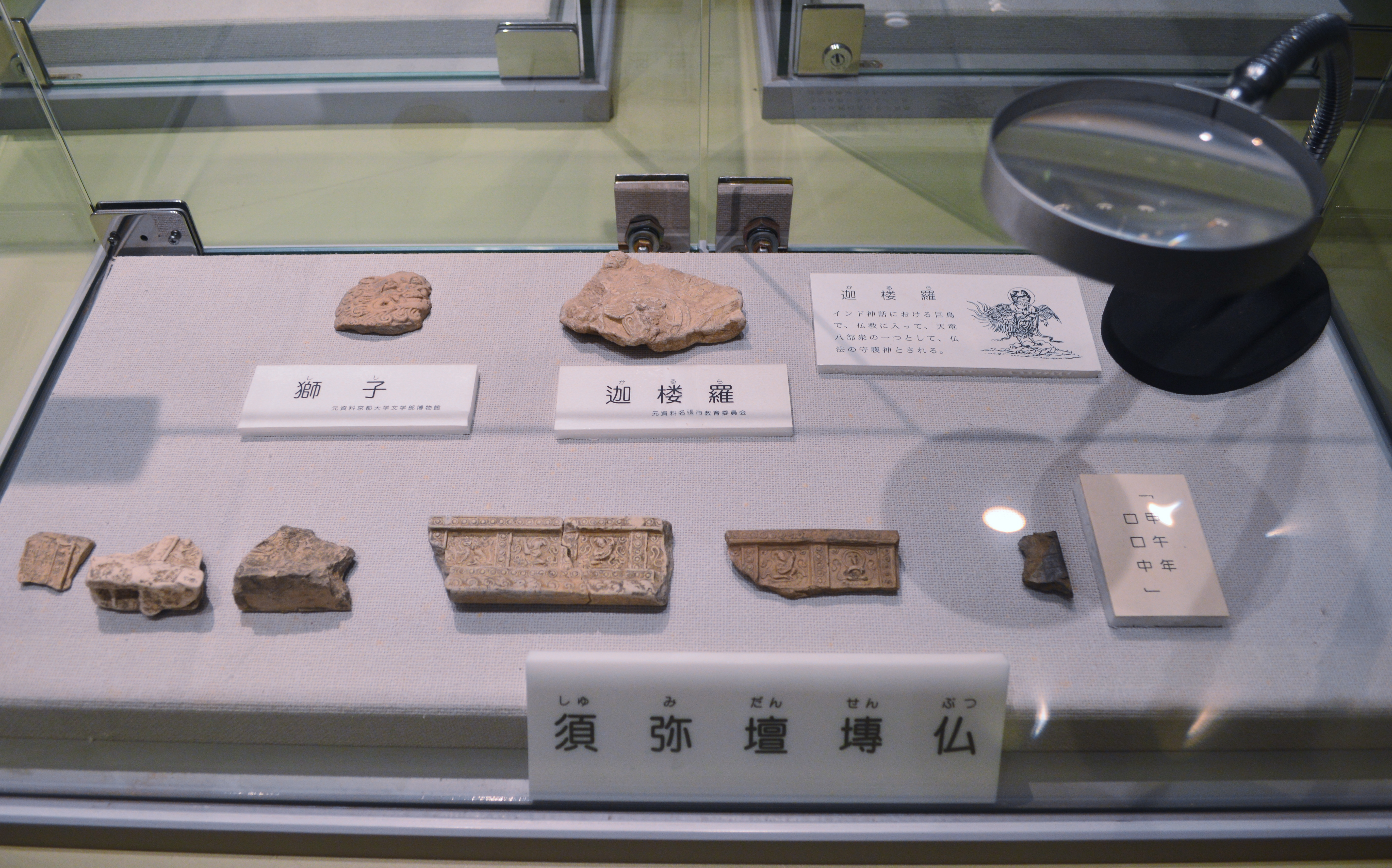
須弥壇塼仏
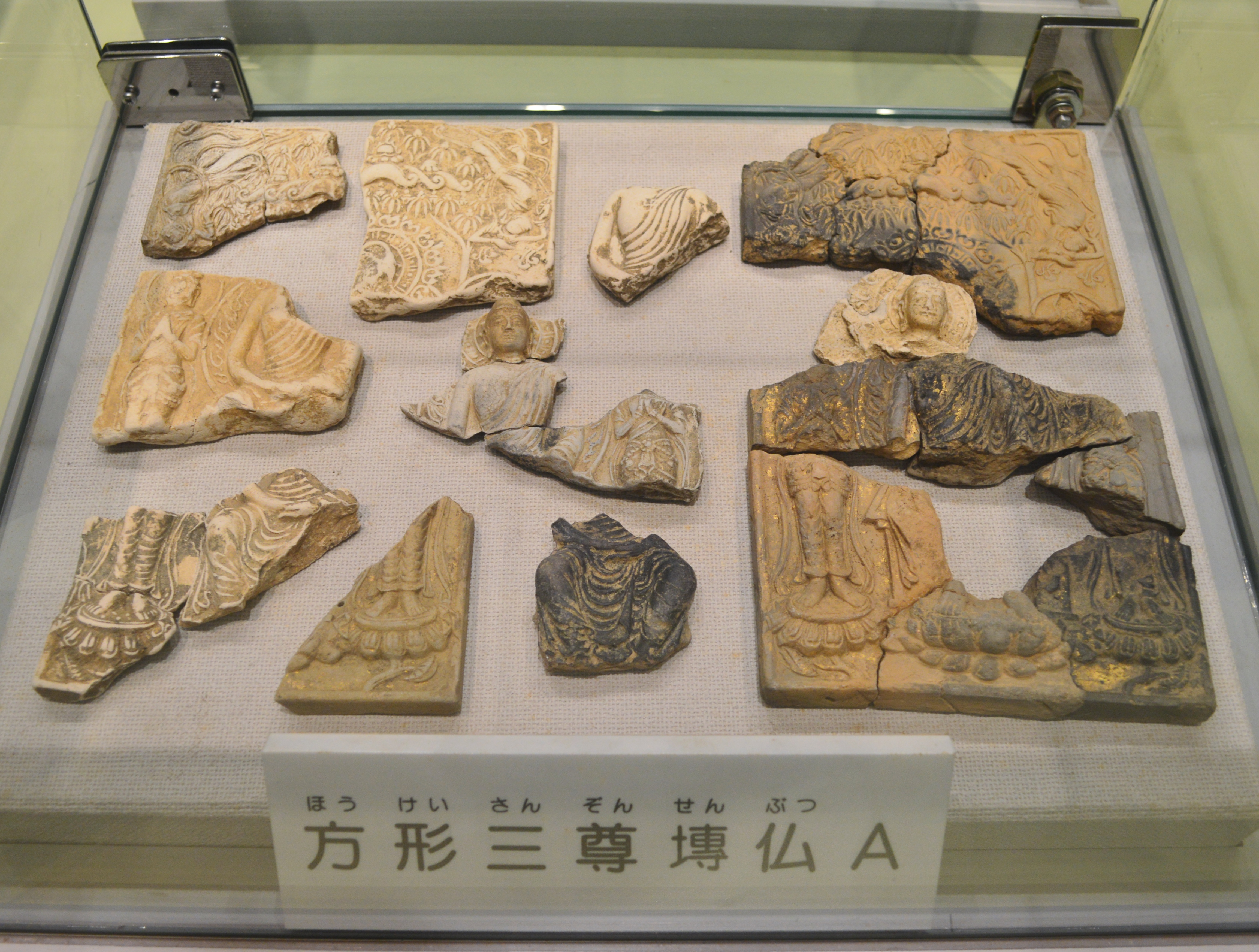
方形三尊塼仏A
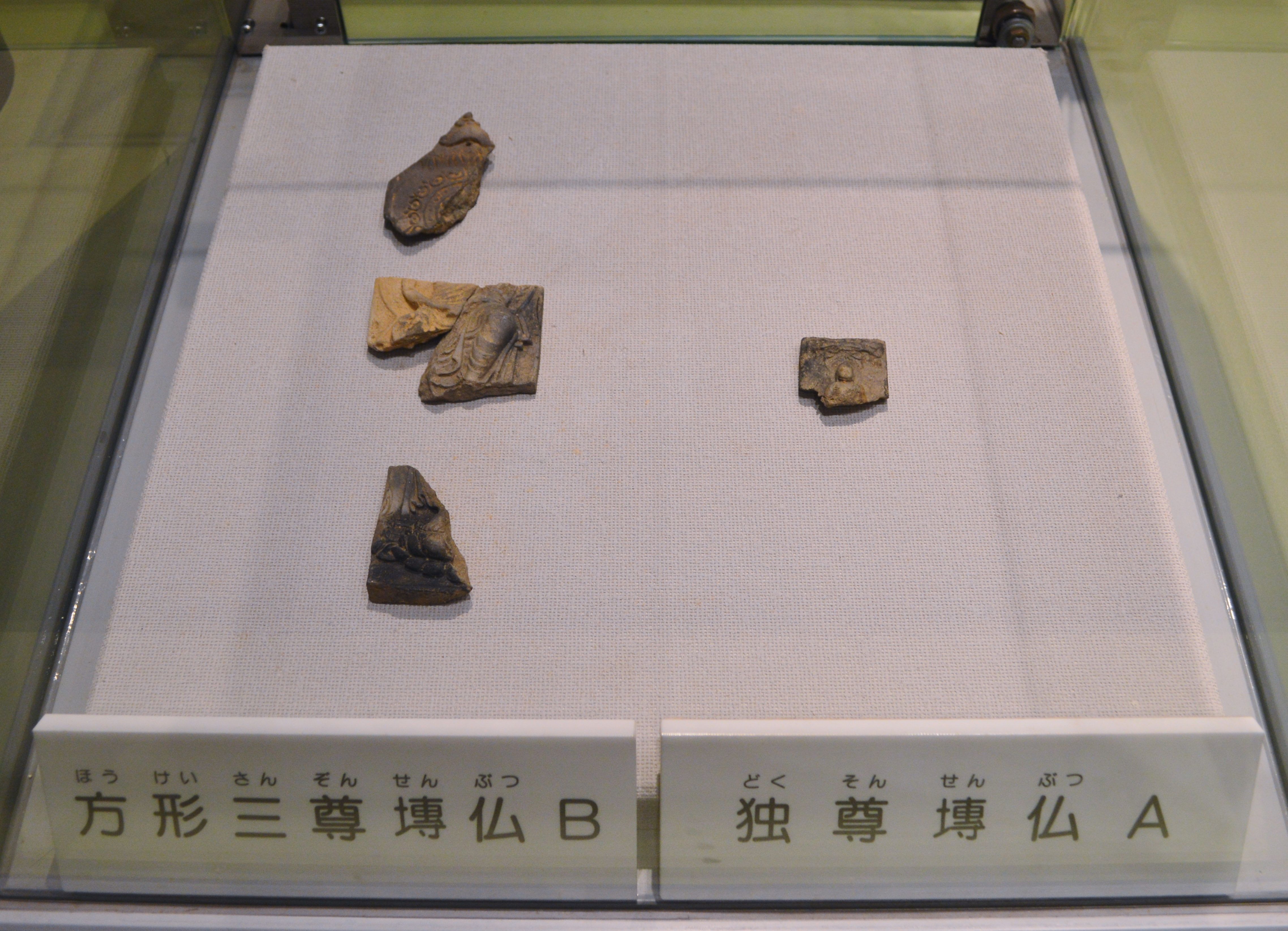
方形三尊塼仏B・独尊塼仏A
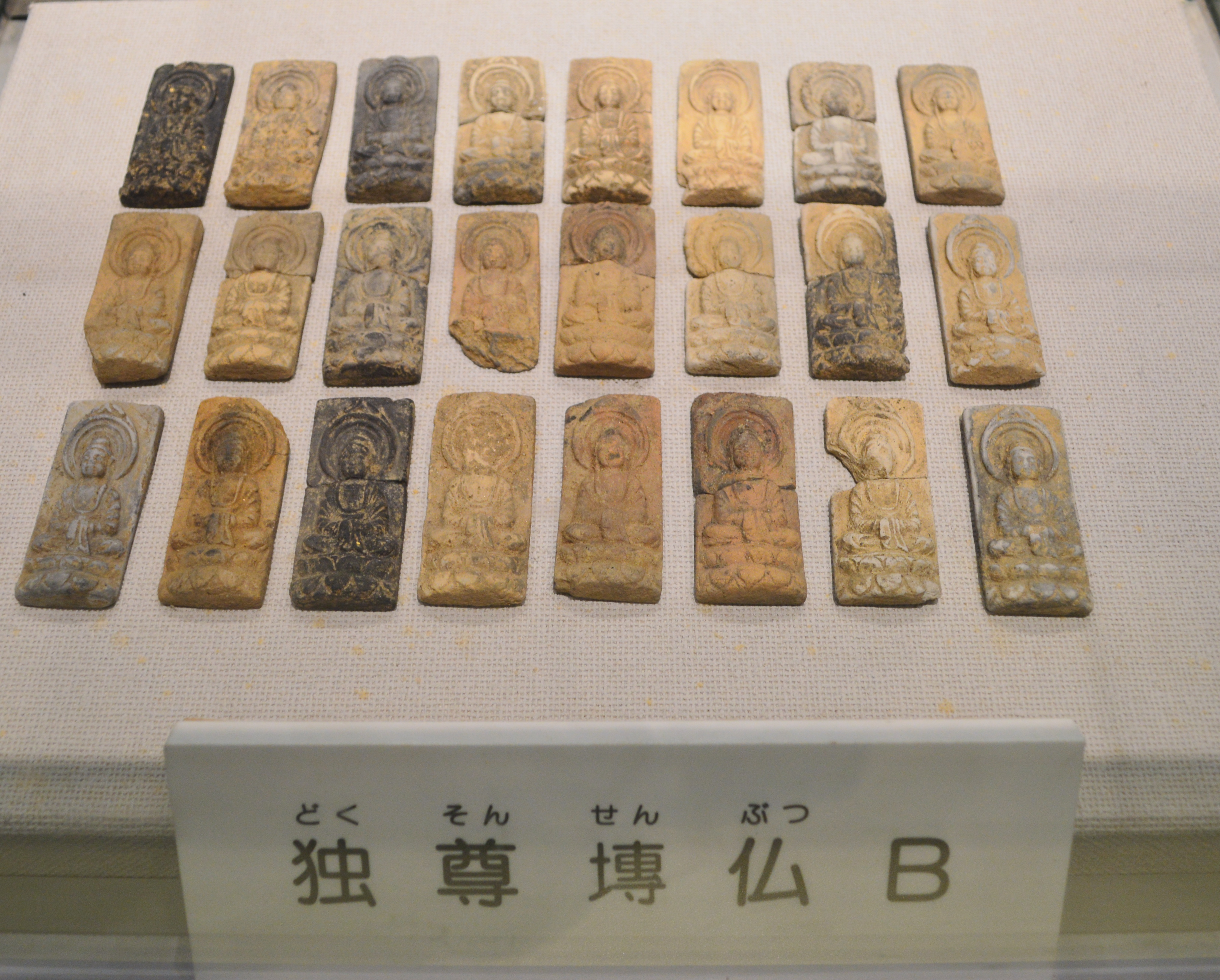
独尊塼仏B
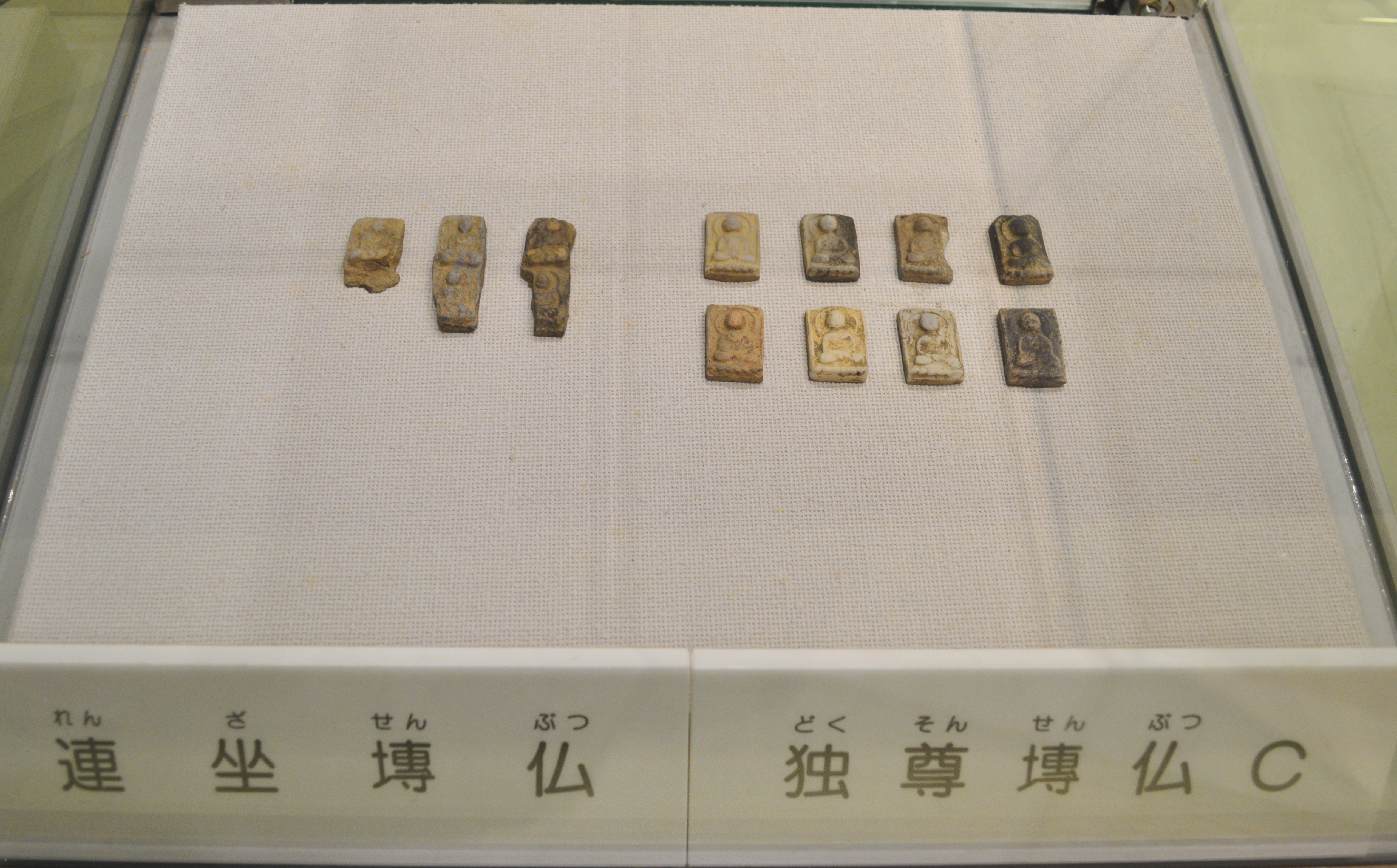
連坐塼仏・独尊塼仏C
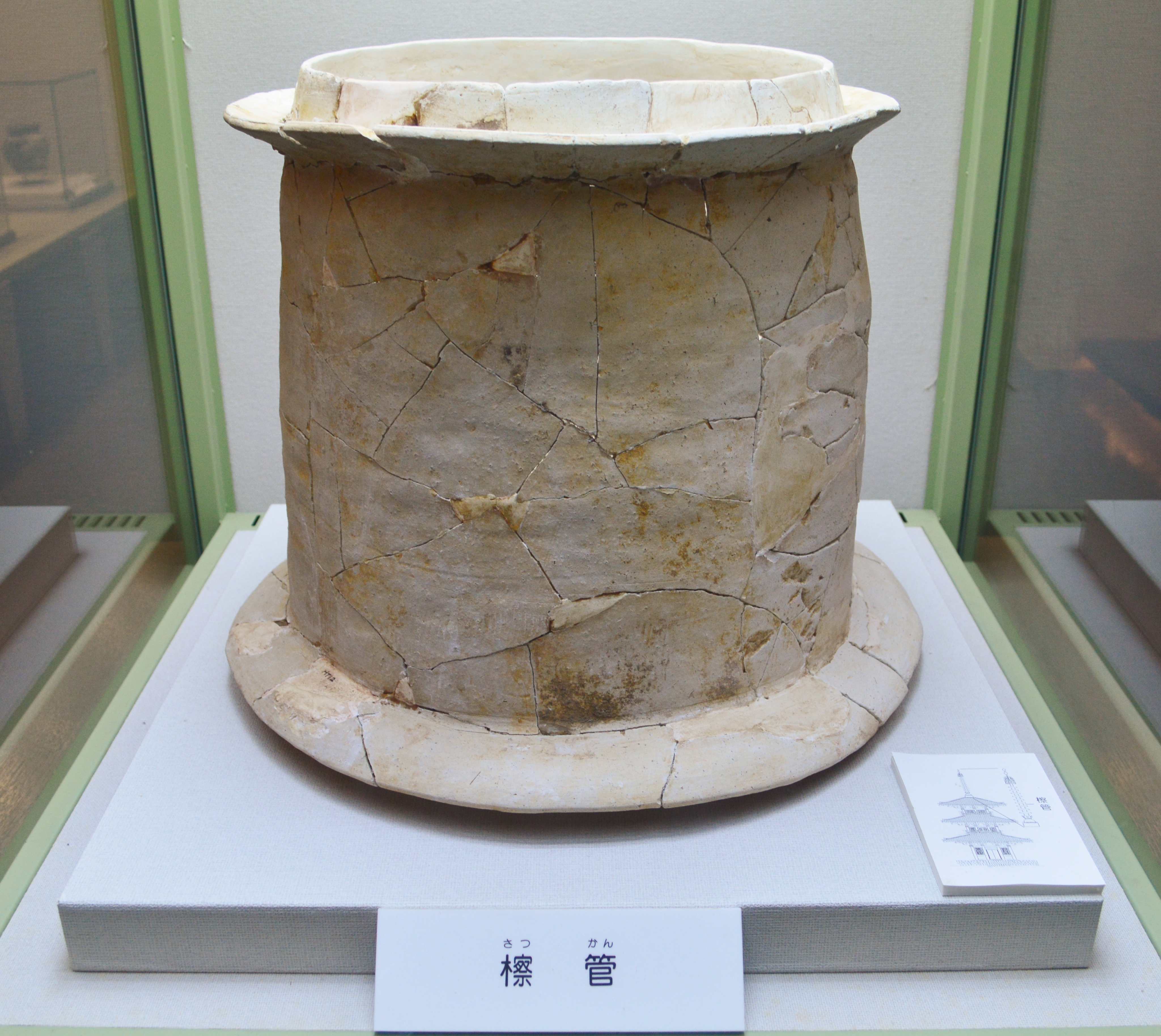
檫管
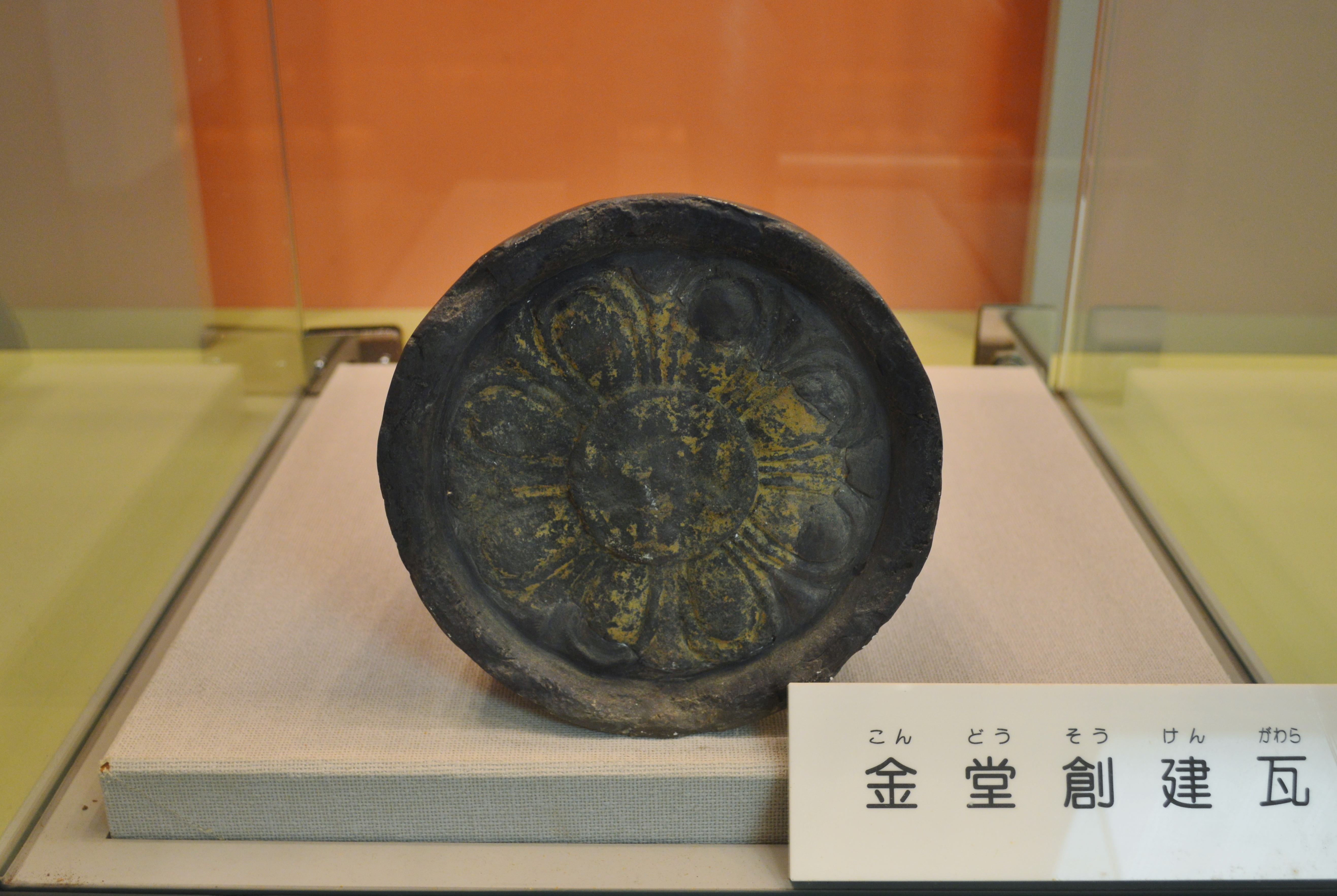
金堂創建瓦-1
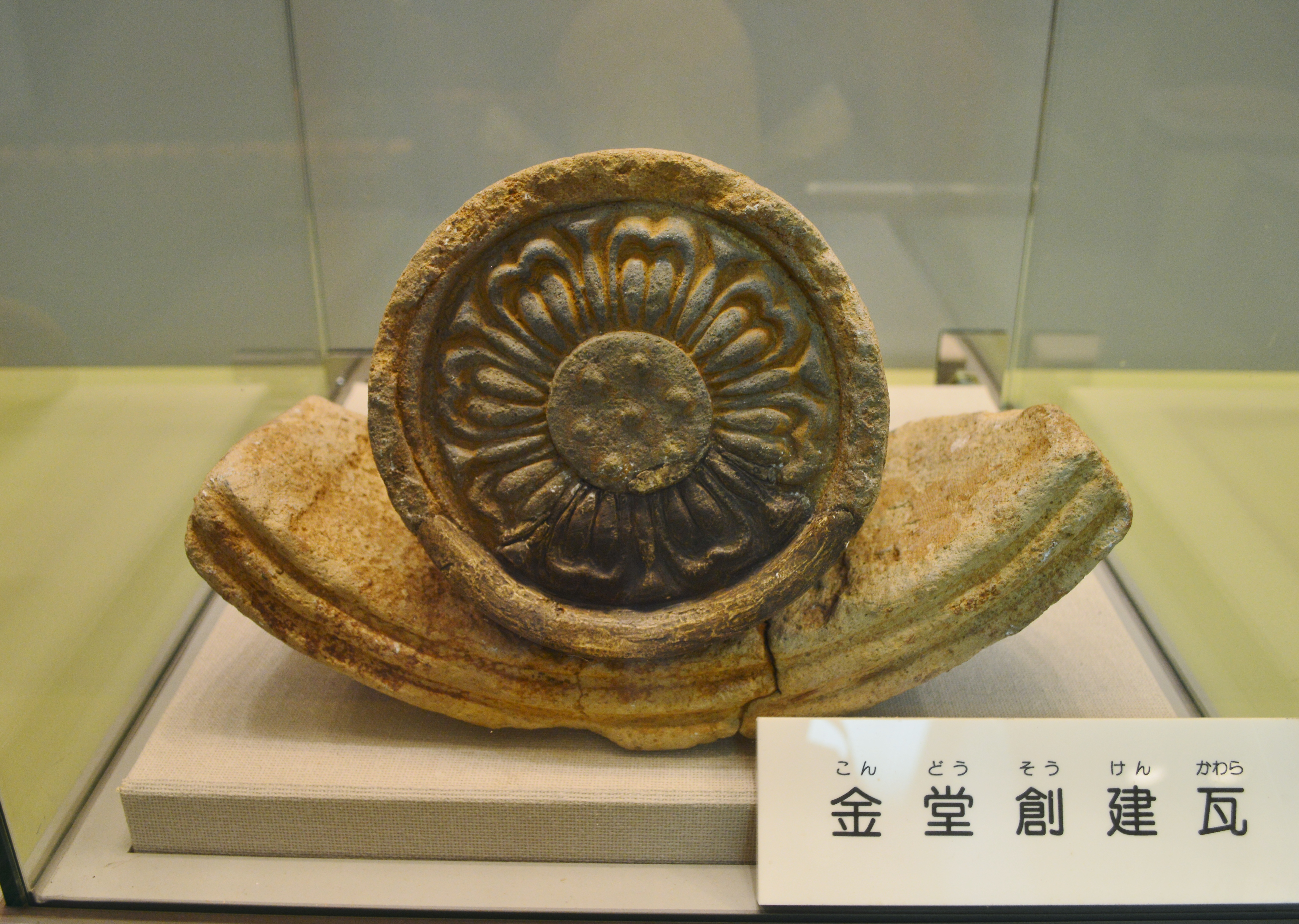
金堂創建瓦-2
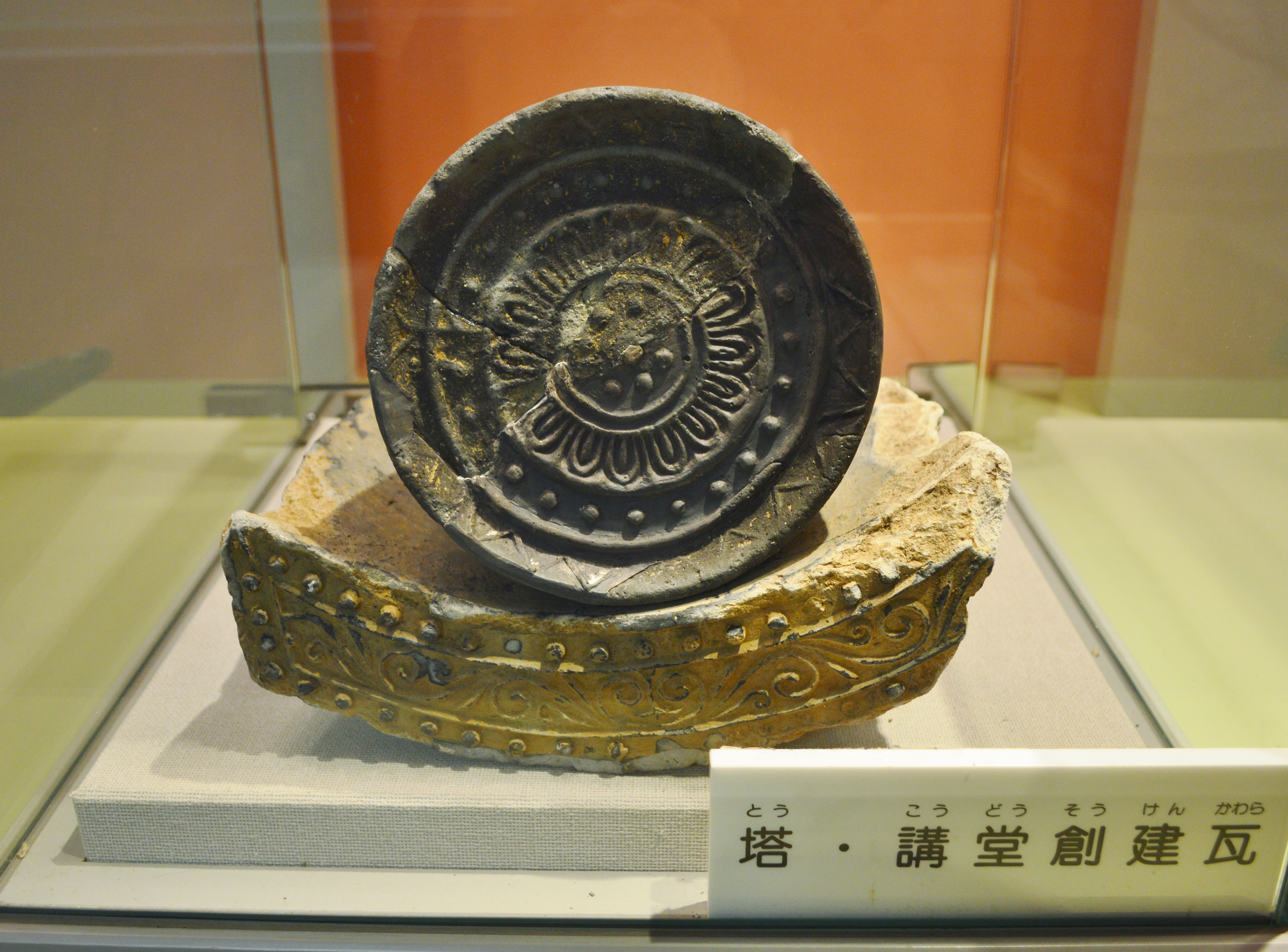
塔・講堂創建瓦
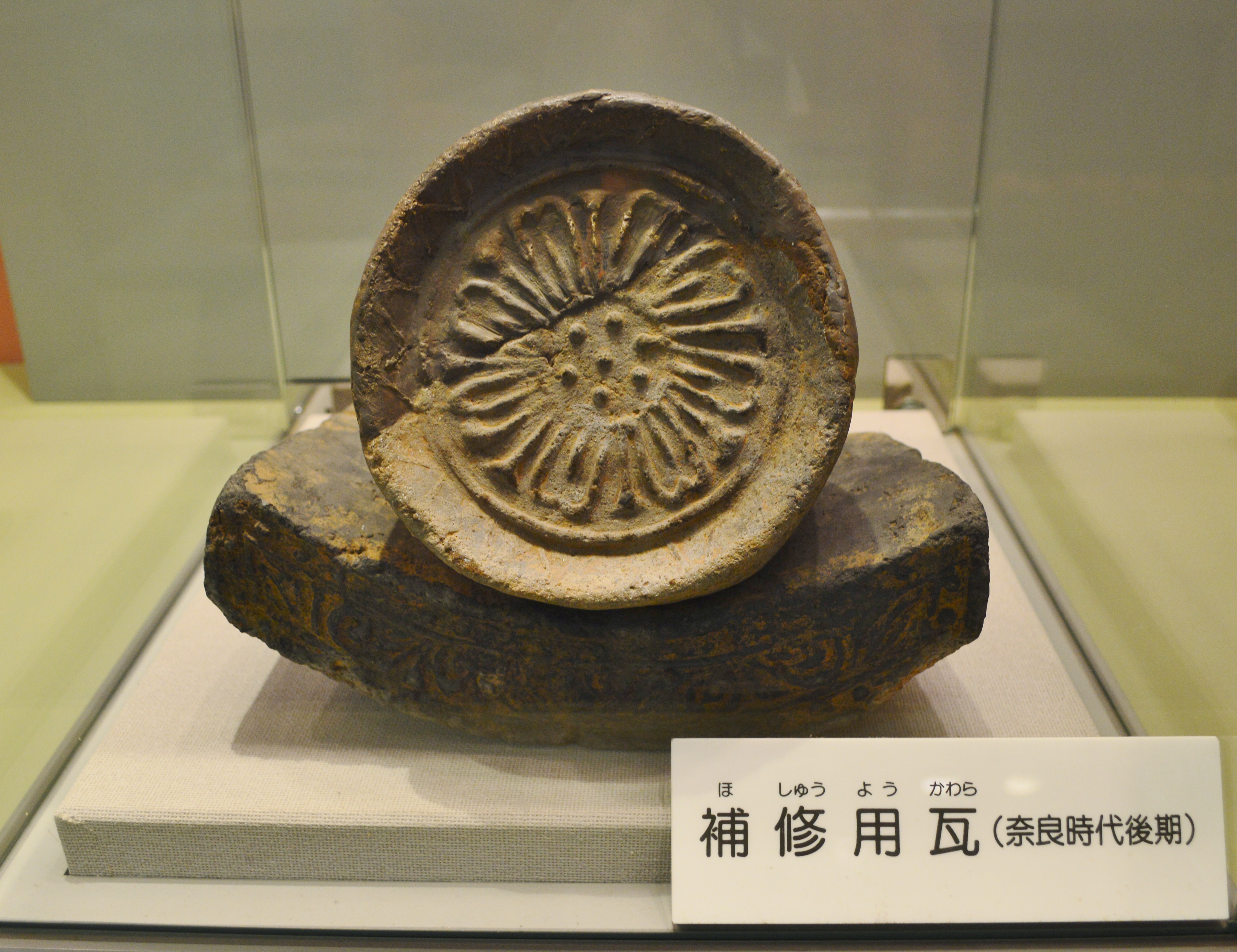
補修用瓦
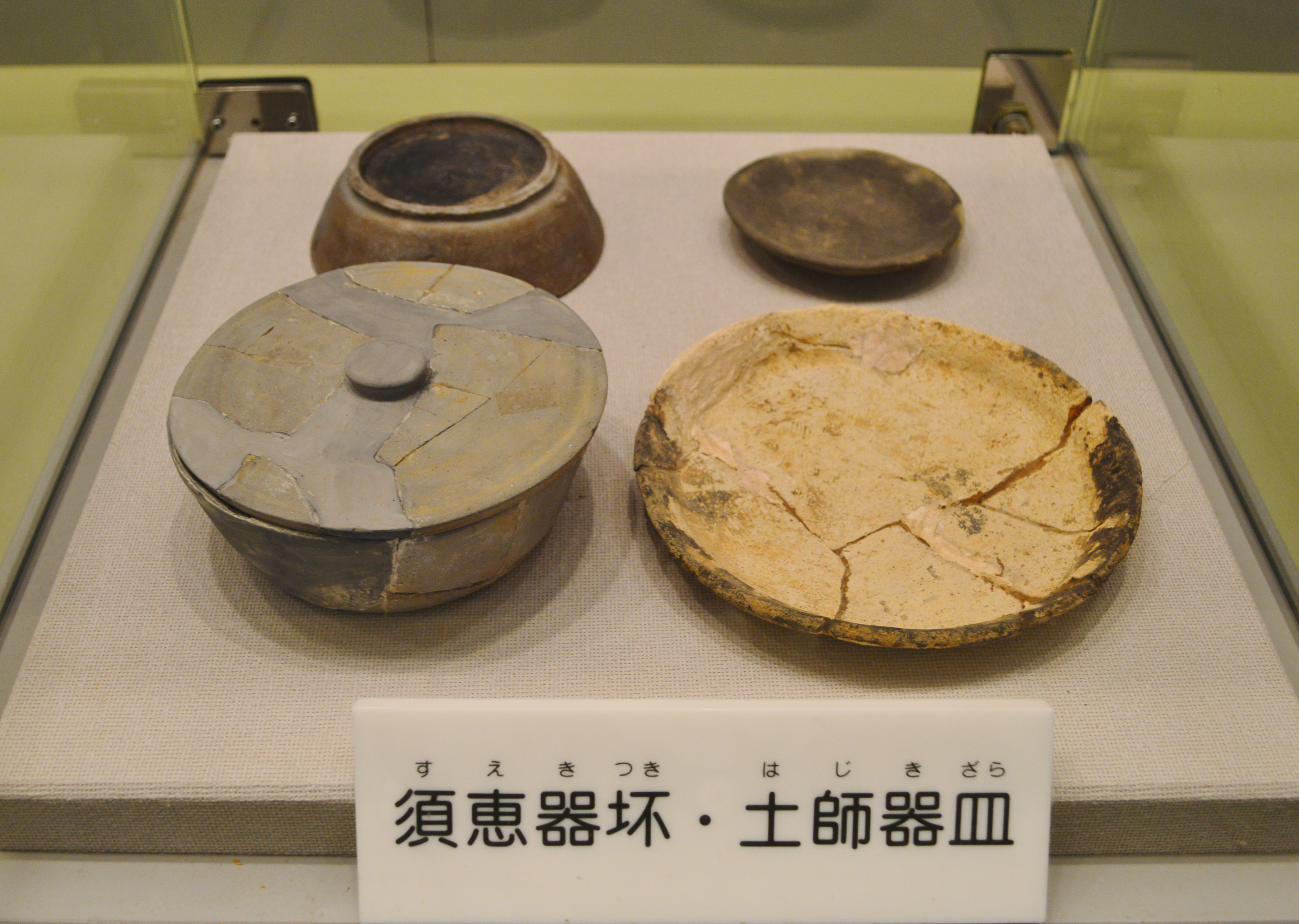
須恵器坏・土師器皿
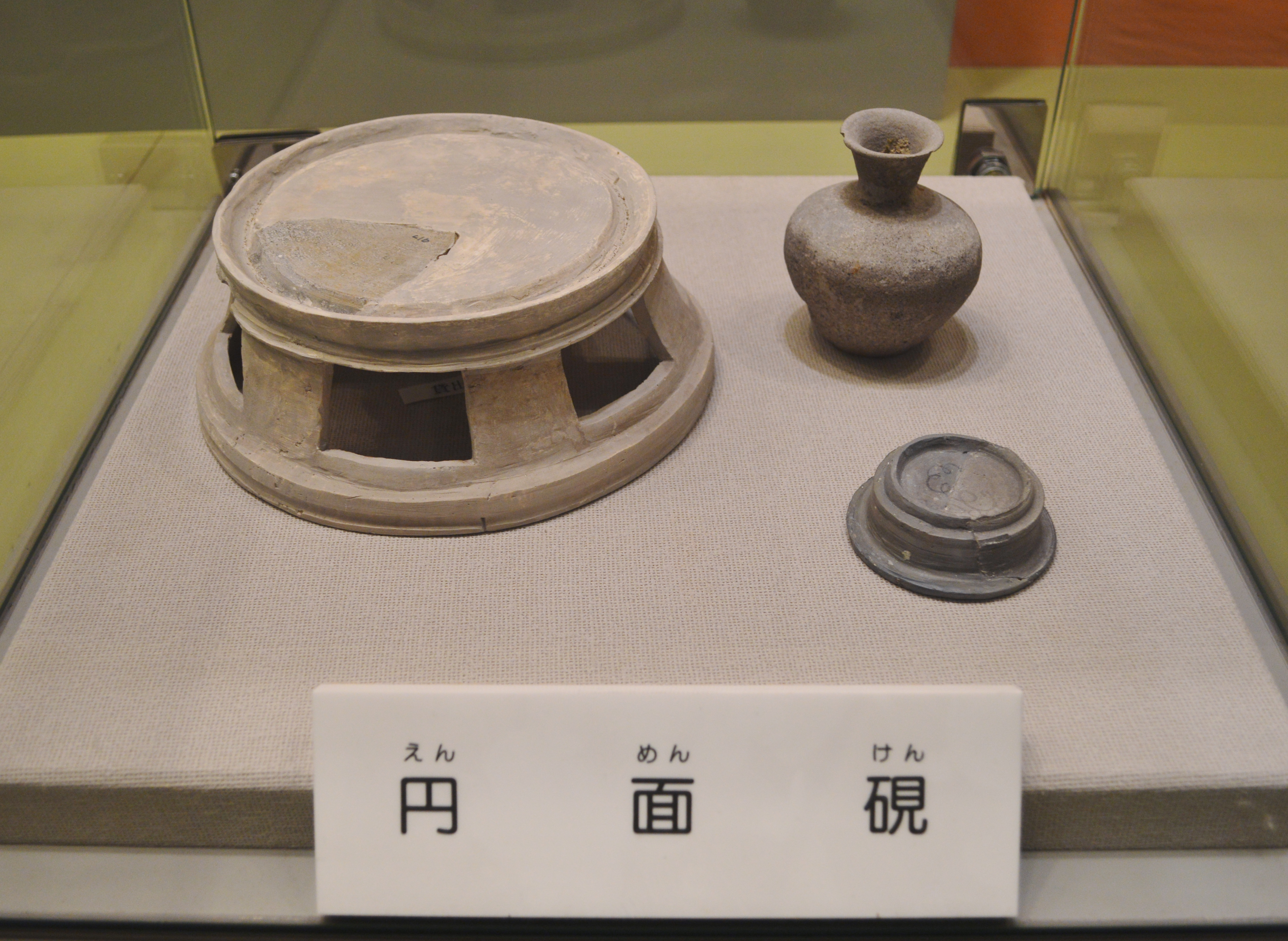
円面硯
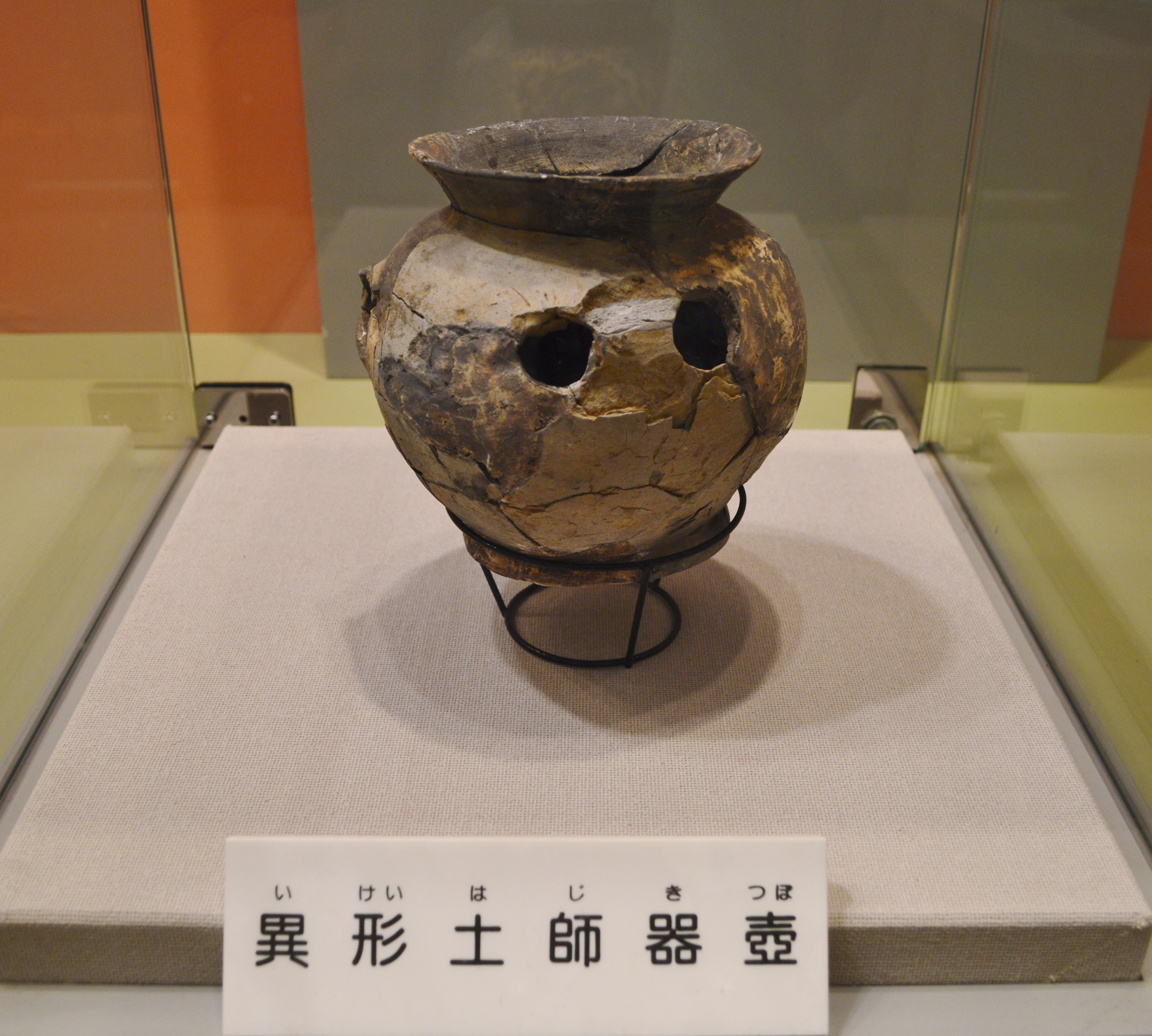
異形土師器壺

## 文化財

### 国の史跡
- 夏見廃寺跡 - 1990年（平成2年）3月8日指定[5][7][8]。

### 三重県指定文化財
- 有形文化財
  - 夏見廃寺出土塼仏･塑像 516点（考古資料） - 大形塼仏53点、方形三尊塼仏169点、小形独尊塼仏232点、連座塼仏3点、塑像59点。2003年（平成15年）3月17日指定[2][8]。

### 関連文化財
- 乾漆十一面観音立像
国の重要文化財（彫刻）。美江寺（岐阜県岐阜市）に所蔵される仏像。8世紀後半頃の乾漆像で、類例が都の周辺に集中する。『美江寺縁起』では水害に苦しんだことから「伊賀国名張郡坐光寺（伊賀寺）」から観音像を招来したと見えるが、この「坐光寺」は夏見廃寺を指す可能性が高いとされる[9]。1914年（大正3年）8月25日指定[10]。

## 現地情報
関連施設
- 夏見廃寺展示館 - 夏見廃寺跡に隣接。夏見廃寺跡の出土品等を展示。1995年開館。
  - 開館時間：午前9時-午後5時
  - 休館日：月・木曜日、12/28-1/3（ただし月・木曜日が祝日にあたるときはその翌日）。
  - 入館料：一般200円、高校生100円、小中学生無料（名張藤堂家邸跡・夏見廃寺展示館共通入場券300円）

## 関連文献
（記事執筆に使用していない関連文献）
- 『夏見廃寺』名張市教育委員会、1981年。
- 『夏見廃寺 第1次発掘調査概要』名張市教育委員会、1985年。
- 『夏見廃寺 第2次発掘調査概要』名張市教育委員会、1986年。
- 『夏見廃寺 第3次発掘調査概要』名張市教育委員会、1987年。
- 『夏見廃寺』名張市教育委員会、1988年。
- 『史跡夏見廃寺跡保存整備事業に伴う発掘調査』名張市教育委員会、1992年。
- 『史跡夏見廃寺跡保存整備報告書 -史跡等活用特別事業（ふるさと歴史の広場事業）-』名張市教育委員会、1996年。